# 大阪工業大学の人物一覧
大阪工業大学の人物一覧（おおさかこうぎょうだいがくのじんぶついちらん）は、学校教育法に基づいて設置された新制大阪工業大学に関係する人物の一覧記事。大学令に基づいて設置された旧制大阪工業大学に関係する人物は大阪大学の人物一覧を参照。

## 歴代校長・総長・学長等
- 片岡安 - 初代校長・理事長（関西工学専修学校）。建築家・都市計画家。東京帝国大学工科大学造家学科卒業、工学博士（東京帝国大学）。大阪工業会元会長、大阪商工会議所元会頭。
- 坂本助太郎 - 第2代理事長（関西高等工学校・関西高等工業学校）。土木技師・土木工学者。工学博士（東京帝国大学）。内務省大阪土木出張所元所長。土木学会元関西支部長。勲三等正四位受章。
- 野田清一郎 - 初代学長・名誉教授。工学博士（京都帝国大学）。電気学会名誉員。コーネル大学客員教授。京都大学電気工学教室同窓会洛友会初代評議員。
- 加藤信義 - 第2代学長（元電気工学科教授）・名誉教授。工学博士（京都帝国大学）。通産省電子工業および電波技術審議会元委員。電子情報通信学会元会長。日本学術振興会第34特別委員会委員。関西教育工業協会初代副会長。
- 宮北敏夫 - 第3代学長（元土木工学科教授）・名誉教授。工学博士（京都大学）。大阪市水道部元技術課長。土木学会関西地区元評議員。
- 佐々憲三 - 第4代学長（元土木工学科教授）。理学博士（京都帝国大学）。日本地すべり学会創設者・初代会長。文部省測地学審議会元委員、日本地震学会元会長、京都大学防災研究所元所長。勲二等旭日重光章受章。
- 川原琢磨 - 第5代学長（元土木工学科教授）。京都帝国大学理学部地球物理学科卒業、工学博士（大阪大学）。
- 青井忠正 - 第6代学長（元機械工学科教授）・名誉教授。理学博士（京都大学）。
- 佐藤次彦 - 第7代学長（元機械工学科教授）・名誉教授。工学博士（大阪大学）。溶接学会抵抗溶接研究委員会（現：軽構造接合加工研究委員会）初代委員長。
- 伊藤冨雄 - 第8代学長（元土木工学科教授）・名誉教授。京都帝国大学工学部土木工学科卒業、工学博士（京都大学）。勲二等旭日重光章受章。
- 櫻井良文 - 第9代学長・名誉教授。大阪帝国大学工学部電気工学科卒業、工学博士（大阪大学）。澪電会会長。勲二等瑞宝章受章。
- 西川禕一 - 第10代学長（元情報科学部教授）・名誉教授。京都大学名誉教授。工学博士（京都大学）。システム制御情報学会名誉会員、元副会長。瑞宝中綬章受章。
- 井上正崇 - 第11代学長（元電気工学科教授）・名誉教授/顧問。工学博士（大阪大学）。大学基準協会評議員、関西社会人大学院連合理事、大学コンソーシアム大阪前理事長。瑞宝中綬章受章。
- 西村泰志 - 第12代学長（元建築学科教授）・名誉教授。工学博士（京都大学）。大阪工業大学大学院工学研究科建築学専攻修士課程修了。学校法人常翔学園理事長。
- 益山新樹 - 第13代学長（元応用化学科教授）。工学博士（大阪大学）。近畿化学協会2020役員理事。
- 井上晋 - 第14代学長（元都市デザイン工学科教授）。工学博士（京都大学）。土木学会コンクリート委員会常任委員。大阪府都市基盤施設維持管理技術審議会委員。シンガポールレディーミクストコンクリート協会賞受賞。

## 著名な教職員
- Category:大阪工業大学の教員を参照

### 現職
- 林茂樹 - 知的財産学者、商学者、経営学者。知的財産学部元学部長・知的財産専門職大学院研究科長、教授。元日本開発銀行 (DBJ) 次長。関西ベンチャー学会理事。
- 岩本章吾 - 経済法・行政法学者、弁護士。知的財産学部教授。元経済産業省経済産業政策局調査統計部統計企画解析課長。元公正取引委員会経済部団体課長。
- 五丁龍志 - 知的財産学者、弁理士、起業家。知的財産学部学部長・教授。大阪知財塾主催者。
- 杉浦淳 - 知的財産学者、特許権法学者、弁理士。知的財産学部元学部長・教授。元特許庁審判部第三部門審判長。
- 甲野正道 - 知的財産学者、著作権法学者。知的財産学部教授。元文部科学省文化庁長官官房著作権課長。元内閣官房内閣参事官（知的財産基本法準備室・知的財産戦略推進事務局）。
- 廣田義人 - 知的財産学者、経済学者。知的財産学部教授。日本産業技術史学会会長。
- 小林誠 (知的財産学者) - 知的財産戦略・知的財産学者。知的財産学部教授。大阪大学オープンイノベーション機構招聘教授。元デロイトトーマツファイナンシャルアドバイザリー・シニアバイスプレジデント。
- 西井光治 - 知的財産戦略・知的財産学者。弁理士。知的財産学部教授。日本知的財産協会国際委員会元副委員長。大阪府知的財産戦略2009/2010指針改定委員。
- 三浦武範 - 知的財産情報管理学者、法学者。知的財産学部教授。元コピーマート研究所研究員。
- 吉田悦子 - 知的財産学者、新領域法学者。知的財産学部准教授。日本国際知的財産保護協会 (AIPP) 議題検討2021委員（特許）。元近畿経済産業局デザイン・ドリブン知財ミックス調査事業検討委員。
- 小林昭寛 - 知的財産学者、特許権法学者、弁理士。知的財産専門職大学院教授。元特許庁審判部首席審査長・審査第一部長。知的財産大学院協議会理事・第2委員会代表。
- 北川創 - 知的財産学者、特許権法学者、理学修士（東京大学）。知的財産専門職大学院教授。元特許庁審査第一部審査官。
- 大塚理彦 - 知的財産学者、商標権/意匠権法学者、一級知的財産管理技能士。知的財産専門職大学院教授。日本知財学会誌編集・企画委員会委員。
- 内藤浩樹 - 知的財産学者、技術経営学者。弁理士。知的財産専門職大学院教授。元日本知的財産協会副理事長。元パナソニックIPRオペレーションカンパニー知財開発センター所長。宇宙航空研究開発機構(JAXA)研究戦略部参与。
- 長谷川光一 - 知的財産学者、経営学者。経営学修士。知的財産専門職大学院准教授。元文部科学省科学技術政策研究所研究員。
- 望月孝洋 - 知的財産学者、経済法・新領域法学者。知的財産専門職大学院教授。経済産業省経済産業政策局知的財産政策室元室長補佐。元総務省情報通信審議会情報通信政策部会「デジタルコンテンツの流通促進等に関する検討委員会」オブザーバー。
- 箱田聖二 - 知的財産学者、新領域法学者。知的財産専門職大学院教授。日本知財学会第16回年次学術研究発表実行委員会2018委員。経済産業省近畿経済産業局主催近畿知財塾2013-2016コーディネータ。
- 角田全功 - 知的財産学者、新領域法学者。弁理士。知的財産専門職大学院教授。
- 村川一雄 - 知的財産学者、新領域法学者。技術士（電気電子部門）・博士（工学）。知的財産専門職大学院教授。日本国際知的財産保護協会(AIPPI-J)研究グループ元委員。電子情報通信学会査読委員。電気学会電磁環境技術(EMC)委員会元委員。
- 山中弘美 - 知的財産学者・著作権法学者。知的財産専門職大学院教授。元文部科学省文化庁長官官房著作権課著作物流通推進室長および著作権分科会法制問題小委員会司法救済ワーキングチームメンバー。
- 髙橋寛 - 知的財産学者、国際著作権・新領域法学者。知的財産専門職大学院教授。元文部省文化庁著作権課係長・専門員。元外務省在ジュネーブ国際機関日本政府代表部一等書記官（WIPO・WTO担当）。
- 伊藤宏幸 - 知的財産学者、国際意匠法・新領域法学者。知的財産専門職大学院教授。元外務省在ミュンヘン日本国総領事館領事。元特許庁審査第一部意匠審査長・審査第34部門（意匠）審判長。
- 竹中俊子 - 国際知的財産学者、法学者。外国弁護士（ニューヨーク州弁護士）・弁理士。知的財産専門職大学院客員教授。ワシントン大学ロースクール教授。元慶應義塾大学大学院法務研究科客員教授。
- 榎本吉孝 - 知的財産学者・情報学者。弁理士。知的財産専門職大学院教授。元日本貿易振興機構(JETRO)ソウル事務所副所長。元工業所有権情報・研修館(INPIT)審議役・知財活用支援センター長。
- 佐野睦夫 - 情報工学者。情報科学部教授・学長補佐。日本学術振興会知覚情報処理・知能ロボティクス部門審査委員。けいはんな情報通信オープンラボ研究推進協議会委員。
- 真貝寿明 - 理論物理学者・宇宙物理学者。情報科学部情報システム学科教授。KAGRAサイエンス会議元実行委員長。理論天文学宇宙物理学懇談会会員。
- 山内雪路 - 情報通信工学者。情報科学部ネットワークデザイン学科教授・情報センター長。電子情報通信学会関西支部元評議員・情報通信基礎技術講座元実行委員長。インターネットラーニングアカデミー (ILA) 元理事長。
- 山田隆亮 - 情報工学者・システム工学者。情報科学部情報システム学科教授。電子情報通信学会マルチメディア情報ハイディング・エンリッチメント研究専門委員会専門委員。
- 宮本俊幸 - 情報制御工学・システム工学者。情報科学部情報システム学科教授。IEEE ITC-CSCC2019プログラム委員会共同委員長。計測自動制御学会SICE2018プログラム委員会副委員長。
- 福澤寧子 - 情報セキュリティ学者。情報科学部情報システム学科教授。電気学会電気システムセキュリティ特別技術委員会委員。電子情報通信学会暗号・情報セキュリティシンポジウム2014実行委員長。
- 佐藤尚宜 - 数理科学者・情報セキュリティ学者。情報科学部情報システム学科教授。電子情報通信学会暗号・情報セキュリティシンポジウム2024実行委員会委員。
- 井垣宏 - 情報工学者。情報科学部情報システム学科教授。電子情報通信学会サービスコンピューティング研究会委員会委員。情報処理学会ソフトウェアエンジニアリングシンポジウム2021プログラム委員。
- 本田澄 - 情報工学者。情報科学部情報システム学科准教授。ICPC国際大学対抗プログラミングコンテスト2014実行副委員長。情報処理学会ソフトウェア工学研究会元運営委員。早稲田大学グリーンコンピューティングシステム研究機構招聘研究員。
- 福安直樹 - 情報工学者。情報科学部情報システム学科教授。日本ソフトウェア科学会実践的IT教育研究会(rePiT)主査および第29回ソフトウェア工学の基礎ワークショップFOSE2022プログラム運営委員。情報処理学会元運営委員。
- 水谷泰治 - 情報科学者・教育工学者。情報科学部情報システム学科教授。教育システム情報学会関西支部幹事。文部科学省 enPiT事業Cloud Spiral元講師。
- 横山恵理 - 文化情報学・人間文化学者。情報科学部情報システム学科准教授。画像電子学会第4回デジタルミュージアム・人文学(DMH)研究会2022幹事。国文学研究資料館地域資料専門委員会委員。
- 神田智子 - 情報工学者。情報科学部情報メディア学科教授。情報処理学会論文誌査読委員。ヒューマンインタフェース学会評議員。元人工知能学会理事。
- 鈴木基之 - 情報工学者。情報科学部情報メディア学科教授。電子情報通信学会ソサイエティ論文誌編集委員会査読委員。日本音響学会関西支部評議員。
- 平山亮 - 情報工学者。情報科学部情報メディア学科教授。画像電子学会フェロー、画像関連学会連合会第4回秋季大会実行委員。
- 河北真宏 - 映像・情報メディア工学者。情報科学部情報メディア学科教授。情報メディア学会立体映像技術研究会委員。映像情報メディア学会フェロー。
- 橋本渉 - 情報工学者。情報科学部情報メディア学科教授。日本バーチャルリアリティ学会ハプティクス研究委員会委員・IVRC2021アドバイザ。
- 平博順 - 情報科学者。情報科学部情報メディア学科教授。人工知能学会シニア編集委員。国立情報学研究所東ロボくん人工知能プロジェクトメンバー。
- アンドリュー・メロウ - 言語情報学・教育科学者。情報科学部情報メディア学科准教授。元ブリティッシュ・カウンシル上海IELTS試験官。
- 河合紀彦 - 情報工学者。情報科学部情報メディア学科准教授。電子情報通信学会メディアエクスペリエンス・バーチャル環境基礎 (MVE) 専門委員。元日本学術振興会特別研究員。
- 尾崎敦夫 - 情報工学者。情報科学部情報知能学科教授。電子情報通信学会システム数理/応用研究専門委員会委員長。元情報処理学会論文誌編集委員会査読委員。
- 中西知嘉子 - 情報工学者。情報科学部情報知能学科教授。電子情報通信学会リコンフィギャラブルシステム研究専門委員会委員。
- 疋田泰章 - 数理・物理学者。情報科学部情報知能学科教授。元高エネルギー加速器研究機構(KEK)研究員。元日本学術振興会海外特別研究員および特別研究員(PD)。
- 布村泰浩 - 電子情報工学者。情報科学部情報知能学科准教授。
- 鎌倉快之 - 情報学者・人間工学者。情報科学部情報知能学科教授。日本人間工学会関西支部企画幹事。日本学術振興会R026先端計測技術の将来設計委員会学界委員。
- 奥野弘嗣 - 情報工学者、生体工学者。情報科学部情報知能学科准教授。Frontiers in Neuroscience Neuromorphic Engineeringレビューエディタ。
- 鎌倉良成 - 数理工学・システム工学者。情報科学部情報知能学科教授。電子情報通信学会シリコン材料・デバイス研究会 (SDM) 2018座長。
- 藤井研一 - 数理科学/物理学者・教育工学者。情報科学部情報知能学科教授。元CAI学会（現在の教育システム情報学会）関西支部評議員。
- 椎原正次 - 経営システム工学者・社会システム工学者。情報科学部データサイエンス学科教授・学部長。日本経営システム学会会長。元日本情報経営学会理事。
- 皆川健多郎 - 経営工学者、社会システム工学者。情報科学部データサイエンス学科教授。日本経営工学会理事。日本設備管理学会理事。
- 貝原俊也 - 社会システム工学者・情報工学者。情報科学部データサイエンス学科教授。日本学術会議自動制御の多分野応用小委員会委員。システム制御情報学会2020会長。計測自動制御学会理事会2011/2012監事。国際生産工学アカデミー(CIRP)フェロー。日本機械学会フェロー。電気学会フェロー。
- 坂平文博 - 社会システム科学者・情報学者。情報科学部データサイエンス学科准教授。日本経営システム学会関西支部運営委員。元日本学術振興会特別研究員。
- 中西真悟 - 数理/経営システム工学者、経営学者。情報科学部データサイエンス学科担当・情報センター准教授。日本オペレーションズ・リサーチ学会不確実性環境下の意思決定モデリング研究部会幹事。日本証券アナリスト協会認定アナリスト(CMA®)。
- 濵田悦生 - 数理科学・統計学者。データサイエンティスト。情報科学部データサイエンス学科教授。国際数理科学協会年会担当理事。元日本統計学会企画・行事委員会委員。
- 須山敬之 - 情報工学者。情報科学部データサイエンス学科教授。元IEEE関西支部理事。元国際電気通信基礎技術研究所(ATR)認知機構研究所動的脳イメージング研究室室長。
- 安留誠吾 - 情報工学者・教育工学者。情報科学部データサイエンス学科教授。教育システム情報学会2019/2020関西支部長。枚方市ポイント制度事業者選定審査会2018副会長。
- 平嶋洋一 - 情報システム学者。情報科学部データサイエンス学科教授。計測自動制御学会離散事象システム研究会運営委員。
- 塚本勝俊 - 情報通信工学者。実世界情報学科およびDXフィールド準備委員長・情報科学部前学部長。日本学術会議電気電子工学委員会URSI分科会エレクトロニクス・フォトニクス小委員会委員。情報通信学会(JSICR)関西センター委員会2016副委員長。
- 酒澤茂之 - 情報通信工学者。情報科学部実世界情報学科教授。電子情報通信学会フェロー・マルチメディア情報ハイディングエンリッチメント研究専門委員会委員。映像情報メディア学会フェロー・関西支部運営委員。
- 矢野浩二朗 - 情報学者・教育工学者。情報科学部実世界情報学科教授。元ケンブリッジ大学(UCAM)ペンブルックカレッジシニアリサーチフェロー。コンピューター利用教育学会会誌編集委員。
- 樫原茂 - 情報工学者・社会システム工学者。情報科学部実世界情報学科教授。電子情報通信学会センサネットワークとモバイルインテリジェンス研究専門委員会専門委員。
- 西口敏司 - 情報工学者。情報科学部実世界情報学科教授。電子情報通信学会メディアエクスペリエンス・バーチャル環境基礎（MVE）幹事。元システム制御情報学会編集委員会編集委員。
- 杉川智 - 情報工学者、制御/システム工学者。情報科学部実世界情報学科准教授。計測自動制御学会関西支部講習会委員会2021副委員長。システム制御情報学会研究発表講演会2017実行委員。
- 荒木英夫 - 電子情報工学・システム工学者。情報科学部実世界情報学科教授。システム制御情報学会編集委員会第61-62期編集委員。
- 宮脇健三郎 - 情報工学者・ロボット工学者。情報科学部実世界情報学科准教授。日本ロボット学会代議員。
- 横川美和 - 地球科学者。情報科学部実世界情報学科教授。日本地球惑星科学連合大会(JpGU Meeting 2019)地球人間圏科学部門H-CG27コンビーナ。
- 井上裕美子 - 健康科学者。情報科学部実世界情報学科教授。奈良女子大学健康なら21Stepアップ事業元協力者。
- 島野顕継 - 海洋科学者・システム工学者。情報科学部実世界情報学科准教授。CTCアカデミックユーザ会 (CAUA) 運営委員・2007総会議長。元JAINプロジェクト研究協力員。
- 佐藤啓一 - 情報科学部客員教授。イリノイ工科大学(IIT)デザイン大学院名誉教授。
- 村上憲郎 - 情報科学部客員教授。元Google米国本社副社長兼Google日本法人代表取締役社長。
- 周虹 - 情報通信工学者。工学部電子情報システム工学科教授。元シンガポール国立大学(NUS)講師。電子情報通信学会論文誌査読委員。
- 熊本和夫 - 情報通信工学者。工学部電子情報システム工学科教授。マイクロ波ミリ波フォトニクス（MWP）研究専門委員会委員。
- 原嶋勝美 - 情報工学者。工学部電子情報システム工学科教授、前大学院工学研究科電気電子専攻幹事。
- 藤村真生 - 電子情報工学者。工学部電子情報システム工学科准教授。元インターネットラーニングアカデミー（ILA）運営委員。
- 奥宏史 - 電子制御工学・システム工学者。工学部電子情報システム工学科教授。国際自動制御連盟（IFAC）SYSID2021国際プログラム委員。
- 松野文俊 - ロボット工学者・制御システム工学者。工学部電子情報システム工学科教授。元システム制御情報学会会長。元日本ロボット学会副会長。
- 神村共住 - 電気・電子工学者。工学部電子情報システム工学科教授。大阪大学レーザー科学研究所招へい教授。フォトポリマー学会第36回国際フォトポリマーコンファレンス（レジスト除去技術部門B4-02）座長。
- 安國良平 - 応用物理学者・生体電子工学者。工学部電子情報システム工学科准教授。応用物理学会有機分子バイオエレクトロニクス分科会幹事。
- 廣芝伸哉 - 物理化学・電子工学者。工学部電子情報システム工学科准教授。電気学会エコシステム材料技術調査専門委員会委員長。マイクロプロセス・ナノテクノロジー国際会議 (MNC)2020論文審査委員。元日本学術振興会特別研究員。
- 小池一歩 - 電気・電子工学者。工学部電子情報システム工学科教授。ナノ材料マイクロデバイス研究センター研究担当幹事。日本材料学会半導体エレクトロニクス部門委員会第1回研究会2021座長。
- 金城良太 - 電気/電子工学・システム工学者。工学部電子情報システム工学科准教授。理化学研究所(RIKEN)放射光科学総合研究センター元研究員。元日本学術振興会特別研究員。
- 森實俊充 - 電気工学者。工学部電気電子システム工学科教授、工学部長・工学研究科長。パワーエレクトロニクス学会会長。
- 吉村勉 - 電気・電子工学者。工学部電気電子システム工学科教授。電子情報通信学会電子通信エネルギー技術研究専門委員会2021専門委員。
- 金城良守 - 電気・電子工学者。工学部電気電子システム工学科准教授。IEEE A-SSCC Technical Program Committee RF Sub-Committee 2007-2009。
- 前元利彦 - 半導体工学・電気工学者。工学部電気電子システム工学科教授。ナノ材料マイクロデバイス研究センター長。日本学術振興会産学協力委員会R031ハイブリッド量子ナノ技術委員会委員。元IEEE関西支部Electron Devices Society(EDS)部門役員。
- 小山政俊 - 半導体工学・電気工学者。工学部電気電子システム工学科准教授。ナノ材料マイクロデバイス研究センター員。応用物理学会関西支部幹事。
- 藤井彰彦 - 半導体工学・電気/電子工学者。工学部電気電子システム工学科教授。元電気学会柔構造をもつ有機電気・電子材料のナノテクノロジーへの展開調査専門委員会委員。元応用物理学会論文賞委員会委員および有機分子・バイオエレクトロニクス分科会幹事。
- 和田英男 - 半導体工学・電気/電子物理工学者。大阪工業大学工学部ナノ材料マイクロデバイス研究センター特任教授。元防衛装備庁先進技術推進センター上席特別研究官および元防衛省電子装備研究所ネットワーク部長。元日本赤外線学会理事。電気学会上級会員。
- 吉田恵一郎 - 環境エネルギー工学・電気工学者。工学部電気電子システム工学科教授。IEEE-IAS Electrostatic Processes Committee (EPC) メンバー。日本機械学会第3技術委員会（環境工学部門）委員。
- 眞銅雅子 - 応用物理学者、電気工学者。工学部電気電子システム工学科准教授。電気学会関西支部協議員。応用物理学会第56期代議員。
- 重弘裕二 - システム工学・制御工学者。工学部電気電子システム工学科教授。元電気学会関西支部協議員。
- 田熊隆史 - ロボット工学・制御工学者。工学部電気電子システム工学科教授。元計測自動制御学会 (SICE) 関西支部運営委員副委員長。
- 牛田俊 - ロボット工学・制御工学者。工学部機械工学科教授。第63期システム制御情報学会事業理事・委員長。
- 宮部正洋 - 機械システム工学者。工学部機械工学科教授。日本機械学会関西支部元商議員。ターボ機械協会第82回京都講演会2022キャビテーション部門ファシリテーター。オープンCAEシンポジウム2019実行委員。
- 鵜飼孝博 - 航空宇宙工学・機械工学者。工学部機械工学科准教授。日本航空宇宙学会(JSASS)空気力学部門環境適合超音速旅客機実用研究会幹事。日本機械学会流体工学部門広報委員。日本衝撃波研究会（旧東京大学航空研究所）2024幹事。
- 橋本智昭 - 機械制御・航空宇宙工学者。工学部機械工学科准教授。日本航空宇宙学会(JSASS)関西支部2021幹事。計測自動制御学会関西支部2020副委員長。
- 吉田準史 - 自動車工学・機械工学者。工学部機械工学科教授。自動車技術会音質評価技術部門委員会委員。日本機械学会機械力学・計測制御部門運営委員会元委員。Bettervibes Eng代表取締役。
- 伊與田宗慶 - 自動車溶接工学・機械工学者。工学部機械工学科准教授。溶接学会軽構造接合加工研究委員会幹事。日本溶接協会委嘱委員。
- 桑原一成 - 自動車熱工学・機械工学者。工学部機械工学科教授・自動車部顧問。日本機械学会エンジンシステム部門学会表彰・年鑑委員会2018委員長・関西支部第90期商議員。
- 松島栄次 - 伝熱工学・機械工学者。工学部機械工学科准教授。元日本熱物性学会評議員。元日本機械学会関西学生会顧問・関西支部MECHAVOCATION編集委員会2017実行委員。
- 井原之敏 - 機械工学者。工学部機械工学科教授。日本機械学会フェロー。元精密工学会関西支部幹事。
- 上辻靖智 - 機械工学者。工学部機械工学科教授。元日本機械学会材料力学部門運営委員会委員。日本繊維機械学会コンポジテックス研究会運営委員。
- 西川出 - 機械工学者。工学部機械工学科教授。日本機械学会材料力学部門第85期総務委員会委員長。日本材料学会破壊力学部門委員会第66-67期委員長。
- 山浦真一 - 機械工学者。工学部機械工学科教授。日本機械学会元論文校閲委員。日本材料科学会評議員。技能五輪全国大会（第55-61回）構造物鉄工職種競技委員。
- 上田整 - 機械工学者・システム工学者。工学部機械工学科教授。日本機械学会材料力学第91期運営委員会委員・ACMFMS2014組織委員長。
- 羽賀俊雄 - 機械工学者。工学部機械工学科教授。日本機械学会フェロー・機械材料/材料加工技術講演会(M&P2012)実行委員長。日本塑性加工学会第45期代議員。
- 森内隆代 - 分子認識・分析化学者。工学部応用化学科教授、教育センター長。日本分析化学会代議員。日本化学会近畿支部幹事。
- 村岡雅弘 - 超分子化学・環境化学者。工学部応用化学科教授。国立台湾科技大学客員教授。第18回ホスト-ゲスト・超分子化学研究会。
- 藤井秀司 - 高分子化学者。工学部応用化学科学科長・教授。高分子学会高分子表面研究会運営委員。日本接着学会国際交流委員会委員。
- 平井智康 - 高分子化学者。工学部応用化学科准教授。高分子学会第35期委員会国際交流委員。
- 中村吉伸 - 高分子化学者。工学部応用化学科教授。高分子学会関西支部元幹事。日本接着学会元理事・関西支部長。日本ゴム協会元関西支部幹事。
- 村田理尚 - エネルギー化学者。工学部応用化学科准教授。日本化学会近畿支部幹事。科学技術振興機構 (JST) 戦略的創造研究推進事業さきがけ研究者。
- 東本慎也 - エネルギー・電気化学者。工学部応用化学科教授。日本エネルギー学会関西支部幹事。
- 下村修 (工学) - 合成化学者。工学部応用化学科教授。日本化学会近畿支部2019/2020幹事。高分子学会関西支部地区幹事。
- 大高敦 - 触媒化学・合成化学者。工学部応用化学科准教授。触媒学会西日本支部第7回触媒道場企画担当。
- 平原将也 - 錯体化学・光化学者。工学部応用化学科准教授。日本分析化学会近畿支部幹事。
- 小林正治 - 天然物化学・生化学者。工学部応用化学科准教授。John Wiley & Sons元最多論文アクセス記録者。
- 芦高恵美子 - 生化学者。工学部生命工学科教授。日本生化学会代議員・近畿支部幹事。日本生物高分子学会理事。
- 外波弘之 - 化学生命工学者。工学部生命工学科准教授。元日本学術振興会特別研究員。
- 藤里俊哉 - 生命科学者。工学部生命工学科教授。国立循環器病研究センター生体医工学部研究所客員研究員。日本バイオマテリアル学会第21期評議員。
- 松村潔 - 医学者・生命科学者。工学部生命工学科教授。理化学研究所ライフサイエンス技術基盤研究センター客員主管研究員。元大阪バイオサイエンス研究所副部長。
- 川原幸一 - 医学者・農学者。工学部生命工学科教授。東京医科大学客員教授。日本生物高分子学会評議員。シノビオリンを考える会メンバー。
- 藤田英俊 - 生命科学者・生物学者。工学部生命工学科准教授・ライフサイエンス実験倫理委員会委員。日本生化学会近畿支部2024会計幹事。
- 﨑山亮一 - 生体医工学者。工学部生命工学科准教授。日本透析医学会学術小委員会血液浄化に関する新技術検討小委員会2019/2020委員。化学工学会バイオ部会幹事。
- 宇戸禎仁 - 生体工学者。工学部生命工学科教授。日本液晶学会理事。第26回日本MRS年次大会シンポジウムB-1オーガナイザー。
- 長森英二 - 生物工学者。工学部生命工学科教授。化学工学会バイオ部会メディカル分科会幹事。日本生物工学会和文誌副編集委員長。日本再生医療学会代議員。
- 大森勇門 - 生物学者・農学者。工学部生命工学科准教授、遺伝子組換え実験等安全委員会委員。
- 寺地洋之 - 建築設計/建築意匠・建築計画学者。工学部建築学科教授。大阪府建築士会技術顧問。川上村木匠塾第3代塾長。
- 本田昌昭 - 建築意匠/建築デザイン・建築史学者。工学部建築学科教授。日本建築学会論文集査読委員。
- 岡山敏哉 - 建築計画・都市計画学者。工学部建築学科教授、元副学長。元守口市都市計画審議会会長。
- 吉田哲 - 建築計画・まちづくり専門家。工学部建築学科教授。日本都市計画学会都市計画論文集査読者。京都まちづくり交通研究所元技術相談役。
- 宮内靖昌 - 建築材料・建築構造/建築工学者。工学部建築学科教授。日本建築学会近畿支部第71期常議員。日本建築総合試験所耐震判定委員会委員。大阪府建築士審査会会長。
- 馬場望 - 建築防災工学・建築工学/建築構造学者。工学部建築学科教授。日本建築学会鋼コンクリート機械的ずれ止め小委員会委員幹事・合成構造耐震性能評価小委員会委員。日本コンクリート工学会文献調査委員会2018構造設計部会主査。
- 林暁光 - 建築工学/構造工学・システム工学者。工学部建築学科准教授。日本建築防災協会電子情報化委員会元委員。日本建築総合試験所構造計算適合性元判定員。
- 向出静司 - 建築工学/構造工学・システム工学者。工学部建築学科教授。日本建築学会鋼構造次世代設計規準検討WG元委員。日本鋼構造協会年次研究発表会小委員会元委員。
- 吉村英祐 - 建築人間工学・安全工学者。工学部建築学科教授。日本建築学会2021常任理事・防火委員会避難安全のバリアフリーデザイン小委員会委員、建築人間工学小委員会元主査。
- 河野良坪 - 建築生産・建築環境工学者。工学部建築学科教授。日本建築学会環境工学委員会換気・通風小委員会委員。
- 藤井伸介 - 建築家、住空間デザイン学者。工学部建築学科准教授。応急仮設住宅等検討委員会元専門委員。
- 大山理 - 土木工学者。工学部都市デザイン工学科教授。土木学会複合構造委員会幹事。日本鋼構造協会鋼構造と火災小委員会副委員長。
- 三方康弘 - 土木工学者。工学部都市デザイン工学科教授。国土交通省近畿地方整備局橋梁ドクター。土木学会コンクリート委員会350コンクリート構造物の品質確保小委員会委員。
- 今川雄亮 - 土木工学者。工学部都市デザイン工学科准教授。土木学会複合構造委員会委員および鋼構造委員会火災を受けた鋼橋の診断補修技術に関する研究小委員会元幹事。スタッド協会検定委員。
- 木村優介 - 土木工学・都市工学者。工学部都市デザイン工学科准教授。土木学会土木史委員会文化財防災小委員会幹事。日本都市計画学会学術委員会元委員。
- 山口行一 - 都市工学者。工学部都市デザイン工学科教授。日本都市計画学会関西支部研究発表委員会委員。大阪市土地区画整理事業手法活用検討会議委員。
- 田中一成 - 都市デザイン学者。工学部都市デザイン工学科教授。地理情報システム学会代議員。大阪府固定資産評価審議会委員。
- 西堀泰英 - 都市計画・システム工学者。工学部都市デザイン工学科准教授。日本都市計画学会学術委員会委員。土木学会土木計画学研究小委員会革新的技術導入における合意形成研究小委員会委員。
- 日置和昭 - 土木工学・社会環境工学者。工学部都市デザイン工学科教授。地盤工学会技能試験実施委員会委員長。枚方市環境影響評価審査会委員。
- 東良慶 - 土木工学・地球環境工学者。工学部都市デザイン工学科准教授。土木学会関西支部幹事。京都府木津川市防災会議委員。
- 古崎康哲 - 環境工学者・土木工学者。工学部環境工学科教授。近畿経済産業局支援関西アジア環境・省エネビジネス交流推進フォーラム (Team E-Kansai) 水分科会調査・企画検討委員会元委員。エコソリューションネット代表取締役。
- 笠原伸介 - 環境工学・衛生工学者。工学部環境工学科学科長・教授。枚方市環境影響評価調査会委員。日本水環境学会関西支部理事。元土木学会環境工学委員会委員兼幹事。
- 日下部武敏 - 都市環境工学者・社会システム工学者。工学部環境工学科准教授。廃棄物資源循環学会編集委員・関西支部幹事。
- 渡辺信久 - 環境化学・環境工学者。工学部環境工学科教授。大阪市環境影響評価専門委員会委員。
- 粟田貴宣 - 環境微生物学・環境工学者。工学部環境工学科准教授。日本水環境学会関西支部幹事。
- 河村耕史 - 環境生態学・農学者。工学部環境工学科准教授、環境バイオリソース研究センター長。元日本学術振興会特別研究員。
- 高山成 - 農学/農業環境工学・システム工学者。工学部環境工学科教授。日本農業気象学会中国・四国支部大会2024セッション3座長。
- 加賀田翔 - 機械環境工学・システム工学者。工学部環境工学科准教授。大阪公立大学大学院工学研究科客員研究員。
- 上久保敏 - 環境経済学・理論経済学者。工学部総合人間学系教室教授・経済学担当。
- 今井美樹 - デザイン学者。ロボティクス＆デザイン工学部空間デザイン学科教授。意匠学会学会賞選考委員会副委員長。大阪市屋外広告物審議会委員。
- 郡裕美 - 芸術工学・空間デザイン学者。ロボティクス＆デザイン工学部空間デザイン学科教授。日本建築家協会国際委員会元委員。キルコス国際建築設計コンペティション2018審査員。
- 西應浩司 - 芸術工学・空間デザイン学者。ロボティクス＆デザイン工学部空間デザイン学科教授。元日本学術振興会特別研究員。大阪市役所菅細工PR映像制作業務委託公募選定委員会2019審査委員。
- 福原和則 - 建築デザイン学者。ロボティクス＆デザイン工学部空間デザイン学科教授。建築環境・省エネルギー機構 (IBEC) CASBEE建築評価員、大阪府公共建築設計コンクール審査委員長。
- 妻木宣嗣 - 建築人類学者、建築史家。ロボティクス＆デザイン工学部空間デザイン学科准教授。大阪府摂津市文化財保護審議委員。
- 山本麻子 - 建築家、インテリアデザイン学者。ロボティクス＆デザイン工学部空間デザイン学科准教授。日本建築家協会JIA環境会議近畿支部選出委員。
- 白髪誠一 - 構造デザイン・システム工学者。ロボティクス＆デザイン工学部空間デザイン学科教授。大阪府建築士審査会会長。
- 益岡了 - UXデザイン学者。ロボティクス＆デザイン工学部空間デザイン学科教授。日本デザイン学会第4支部支部長。
- 赤井愛 - プロダクトデザイン学者。ロボティクス＆デザイン工学部空間デザイン学科教授。日本デザイン学会第4支部副支部長。
- 井上雄紀 - ロボット工学者・情報工学者。ロボティクス＆デザイン工学部ロボット工学科教授。中之島ロボットチャレンジ2020実行委員長。つくばチャレンジ2020実行委員会委員。ロボカップ日本委員会主催RoboCup@Home Education2020幹事。
- 野田哲男 - ロボット工学・情報工学者。ロボティクス＆デザイン工学部ロボット工学科教授。日本ロボット学会フェロー。ワールドロボットサミット2017ものづくり競技委員会委員。
- 大須賀公一 - ロボット工学・制御システム工学者。ロボティクス＆デザイン工学部ロボット工学科教授。システム制御情報学会第63期会長。 計測自動制御学会フェロー・2025会長。日本ロボット学会フェロー。日本機械学会フェロー。
- 倉前宏行 - 情報工学者・システム工学者。ロボティクス＆デザイン工学部ロボット工学科教授・学部長。日本機械学会計算力学部門運営委員会96・97期委員。
- 東善之 - ロボット工学者・制御システム工学者。ロボティクス＆デザイン工学部ロボット工学科准教授。システム制御情報学会事業委員会2024委員。
- 谷口浩成 - ロボット工学者・情報工学者。ロボティクス＆デザイン工学部ロボット工学科教授。日本機械学会機素潤滑設計部門アクチュエータシステム技術企画委員会委員。ROBOMECH2021実行委員会委員。
- 河合俊和 - 医用生体工学者・情報工学者。ロボティクス＆デザイン工学部ロボット工学科教授。日本機械学会ロボティクス・メカトロニクス部門出版委員会委員長。日本生体医工学会関西支部評議員。
- 吉川雅博 - 福祉工学者・情報工学者。ロボティクス＆デザイン工学部ロボット工学科教授。元産業技術総合研究所 (AIST) 知能システム研究部門特別研究員。
- 鎌野健 - 数理科学者・数学者。大阪工業大学ロボティクス＆デザイン工学部ロボット工学科准教授。関西多重ゼータ値研究会2023ケアテイカー。
- 松井謙二 - 情報工学者・デザイン思考工学者。ロボティクス＆デザイン工学部システムデザイン工学科教授。都心型オープンイノベーション拠点Xport（クロスポート）副会長。International Conference on Distributed Computing and Artificial Intelligence(DCAI 2021)アドバイザリーボード。
- 横山広充 - デザイン思考・システムデザイン工学者。ロボティクス＆デザイン工学部システムデザイン工学科准教授。第65回日本デザイン学会春季研究発表大会実行委員会2018委員。
- 小林裕之 - IoT/AIシステムデザイン工学者。ロボティクス＆デザイン工学部システムデザイン工学科教授。元日本機械学会ロボメカ部門出版委員会副委員長。
- 大須賀美恵子 - 情報学者・ロボット工学者。ロボティクス＆デザイン工学部初代学部長およびシステムデザイン工学科教授。日本バーチャルリアリティ学会2020/2021会長。ヒューマンインタフェース学会8代目会長。日本人間工学会理事・関西支部長。
- 中泉文孝 - 情報工学者。ロボティクス＆デザイン工学部システムデザイン工学科准教授。日本バーチャルリアリティ学会論文委員会委員。
- 中山学之 - 生体工学者・ロボット制御システム工学者。ロボティクス＆デザイン工学部システムデザイン工学科教授。ワールドロボットサミット(WRS)2018競技委員。
- 脇田由実 - 人間工学者・社会システム工学者。ロボティクス＆デザイン工学部システムデザイン工学科教授。日本音響学会関西支部評議員。情報処理学会第65回全国大会人工知能と認知科学・音声応用システム座長。
- 井上剛 - 人間工学者・システム工学者。ロボティクス＆デザイン工学部システムデザイン工学科教授。情報処理学会関西支部2016支部委員。
- 鳥居隆 - 宇宙物理学者。ロボティクス＆デザイン工学部システムデザイン工学科教授。元東京大学ビッグバン宇宙国際研究センター機関研究員。
- 井上明 - 教育工学者・情報システム学者。システムデザイン工学科教授。私立大学キャンパスシステム研究会幹事。
- タマラ・カールトン - ロボティクス＆デザイン工学部客員教授。スタンフォード大学(SU)工学部講師。
- トーマス・ボック - ロボティクス＆デザイン工学部客員教授。ミュンヘン工科大学(TUM)建築学部教授。

### 元職
- 森暢 - 美術史家。名誉教授
- 井上寛司 - 歴史学者。名誉教授
- 石井正 - 知的財産学者・弁理士。知的財産学部学部長・知的財産専門職大学院研究科長（初代）。名誉教授。特許庁元特許技監。知的財産教育研究・専門職大学院協議会（現：知的財産大学院協議会）初代会長。
- 田浪和生 - 知的財産学者・技術経営学者。元知的財産学部学部長・知的財産専門職大学院研究科長。名誉教授。大阪産業振興機構知的財産専門家派遣事業審査委員会元委員長。近畿地域知的財産戦略基礎調査事業検討会議元委員。
- 村杉健 - 知的財産学者・経営工学者。名誉教授。日本経営工学会第26期委員長。
- 山﨑攻 - 知的財産学者・技術経営学者。名誉教授。元関西特許情報センター振興会理事長。元松下電器産業（現：パナソニック）知的財産権センター所長。
- 森正幸 - 知的財産学者・特許権法学者。元知的財産学部・知的財産専門職大学院教授。元特許庁審判部審判長。元世界知的所有権機関 (WIPO) PCT参与。
- 髙島喜一 - 知的財産学者・特許権法学者。名誉教授。元特許庁特許審査第一部首席審査長。
- 則近憲佑 - 知的財産学者・特許権法学者、弁理士。元知的財産学部・知的財産専門職大学院教授。元日本知的財産協会理事長。元ソフトウェア情報センター専務理事。元太平洋工業所有権協会日本部会長。
- 大西宏一郎 - 知的財産学者、経済学者。知的財産学部元准教授。元文部科学省科学技術政策研究所研究員。元知的財産研究所研究員。
- 阿部隆徳 - 弁護士・弁理士。ニューヨーク州弁護士。元知的財産専門職大学院教育評価委員会委員。大阪大学大学院医学系研究科招聘教授。元日本医療安全学会理事。元日本臨床医学リスクマネジメント学会理事。
- 北川善太郎 - 知的財産学者、民法学者。元知的財産専門職大学院客員教授。京都大学名誉教授・元法学部/法学研究科長。元ミュンヘン大学・ワシントン大学ロースクール客員教授。元国際高等研究所副所長。オイゲン・ウント・イルゼ・ザイボルト賞・紫綬褒章受章。
- 小林徹 - 知的財産学者、経済法・新領域法学者。元知的財産専門職大学院客員教授。経済産業研究所(RIETI)上席研究員。元内閣官房参事官（司法制度改革推進本部事務局）。元通商産業省（現：経済産業省）資源エネルギー庁長官官房総務課エネルギー環境企画官。元特許庁知的財産研究官。
- 矢作嘉章 - 知的財産学者・技術経営学者。元知的財産専門職大学院教授。元日本ライセンス協会理事。元豊田中央研究所知的財産部長。
- 才川伸二郎 - 知的財産学者・技術経営学者。元知的財産専門職大学院教授。元パナソニックIPRオペレーションカンパニーライセンスセンター部長。
- 西岡泉 - 知的財産学者・技術経営学者。元知的財産専門職大学院教授。元神鋼環境ソリューション商品市場・技術開発センター知的財産室長。
- 尾茂康雄 - 知的財産学者、情報学者。元知的財産専門職大学院准教授。特許庁審査業務部商標審査企画官。日本商標協会 (JTA) 特別会員。
- 木村磐根 - 宇宙物理学・電気工学者。情報科学部名誉教授。京都大学名誉教授。スタンフォード大学電波科学研究所元研究員。文部省宇宙科学研究所元運営協議員。NASDA宇宙空間利用研究委員会元委員。日本地球惑星科学連合 (JpGU) フェロー。瑞宝中綬章受章。
- 西川禕一 - 情報制御工学・システム工学者。情報科学部名誉教授。京都大学名誉教授。システム制御情報学会名誉会員・元副会長。計測自動制御学会名誉会員・元会長。京都高度技術研究所(ASTEM)第4代理事長。瑞宝中綬章受章。
- 阪尾正義 - 電子情報工学者、電気工学者。名誉教授。
- 柴田浩 - 電子情報工学者。名誉教授。元IEEEコンピュータワークショップ（日本）委員長。
- 池田克夫 - 情報科学者、情報工学者。名誉教授。人工知能学会元副会長。情報処理学会フェロー・元理事。電子情報通信学会フェロー・元情報システムソサエティ会長。文部省学術審議会元専門委員。郵政省情報通信プレークスルー推進審議会元委員。瑞宝中綬章受章。
- 田中千代治 - 情報科学者、情報工学者。名誉教授。人工知能学会元理事・監事。情報処理学会元理事。
- 新田東平 - 情報制御/システム工学者、教育工学者。名誉教授。IEEE Lamme Medal Committee 1999 Member。電気学会元評議員・専門委員長。
- 鈴木公子 - 言語情報学・教育科学者。名誉教授。元全国語学教育学会委員。
- メディ・ヌリシラジ - 情報科学者、制御/システム工学者。情報科学部コンピュータ科学科（現：情報知能学科）教授。元郵政省通信総合研究所（現：情報通信研究機構, NICT）主任研究官。
- 石尾秀樹 - 情報通信工学者。名誉教授。電子情報通信学会 (IEICE) フェロー・関西支部元評議員。新エネルギー・産業技術総合開発機構 (NEDO) 大学発事業創出実用化研究開発事業2010評価委員。
- 大島一能 - 情報通信工学者。名誉教授。電子情報通信学会 (IEICE) フェロー。
- 森宣彦 - 情報工学者、電子工学者。名誉教授。
- 小堀研一 - 情報工学者、電子工学者。名誉教授。CG-ATRS協会元運営委員。情報処理学会グラフィクスとCAD研究運営委員会元委員。
- 一森哲男 - 数理科学者、社会システム工学者。名誉教授。日本応用数理学会学会誌編集委員・論文誌編集委員。日本学術振興会審査第三部会工学小委員会2007委員。
- 西浦宏幸 - 数理科学者、物理学者。名誉教授。日本物理学会第12回素粒子メダル受賞者。
- 貴田宗三郎 - 数理科学者、数学者。名誉教授。紀要委員会2004委員。
- 静田靖 - 数理科学者、物理学者。情報科学部情報科学科（現：情報知能学科）元教授。元京都大学数理解析研究所研究員。
- 志水隆一 - 数理科学者、物理学者。情報科学部コンピュータ科学科（現：情報知能学科）元教授・リエゾンセンター長。元応用物理学会・日本電子顕微鏡学会理事。国際マイクロアナリシス連合 (IUMAS) 名誉会員・元理事。
- 深海悟 - 情報工学者。名誉教授。ICPC国際大学対抗プログラミングコンテスト2014組織委員。技術研究組合国際ファジィ工学研究所 (LIFE) 第2研究室意思決定支援システム元プロジェクトメンバー。
- 松本吉弘 - 情報工学者、制御/システム工学者。情報科学部情報システム学科元教授。IEEE Lifeフェロー。京都高度技術研究所 (ASTEM) 名誉顧問。
- 亀島鉱二 - 情報制御/システム工学者、経営システム工学者。名誉教授。システム制御情報学会2007評議員・第38回ストカスティックシステムシンポジウム (SSS2006) 実行委員長。日本経営工学会関西支部研究部会元副主査。電気学会情報化におけるロボットシステム協同研究委員会元委員長。
- 中尾和夫 - 情報制御工学・システム工学者。名誉教授。システム制御情報学会1990常任理事。計測自動制御学会1987常任理事。
- 津村俊弘 - 情報制御/システム工学者、航空宇宙工学者。情報科学部情報システム学科元教授。ビークルオートメーション研究会初代会長。日本人間工学会関西支部元支部長（航空人間工学部会所属）。瑞宝中綬章受章。
- 大里延康 - 情報科学者、情報工学者。情報科学部情報システム学科元教授。電子情報通信学会会誌編集元委員。
- 須永宏 - 情報制御工学/情報科学者。情報科学部情報システム学科元教授。元電子情報通信学会サービスコンピューティング研究会委員会委員。
- 小町祐史 - 情報工学者、知的財産学者。情報科学部情報メディア学科元教授。総務省電子自治体のシステム構築のあり方に関する検討会2006学識委員。IEC/TC100 AGS（戦略諮問委員会）2007議長。画像電子学会フェロー・2014会長。
- 岩出秀平 - 電子情報工学者。情報科学部コンピュータ科学科（現：情報知能学科）元教授。元半導体理工学研究センター(STARC)運営委員・研究評価委員。
- 松井進 - 情報通信工学者。情報科学部ネットワークデザイン学科元教授。電子情報通信学会情報ネットワーク科学特別研究専門委員会2017専門委員。情報処理学会ユビキタスコンピューティングシステム第49回研究会センサネットワーク座長。
- 小松信雄 - 情報制御/システム工学者、航空宇宙工学者。情報科学部情報知能学科准教授。超小型人工衛星 (PROITERES) プロジェクトワーキンググループ元メンバー。ビークルオートメーション研究会初代幹事。
- 牧野博之 - 電子情報工学者。情報科学部情報知能学科元教授。元電子情報通信学会ICD/ITE-ISTケアテイカー。
- 柴山廣 - 電気工学者。名誉教授。元電気工学教室担当。電気学会関西支部元評議員。
- 野田清一郎 - 電気工学者。名誉教授。元電気工学担当。コーネル大学客員教授。電気学会名誉員。京都大学電気工学教室同窓会洛友会初代評議員。
- 飯田一男 - 電気通信工学者。名誉教授。元電気工学教室担当。京都大学電気工学教室同窓会洛友会元会員。
- 秋山博 - 電気工学・半導体物理学者。名誉教授。元電気工学教室担当。
- 林堅太郎 (電気工学者) - 電気・物理工学者、電気エネルギー工学者。名誉教授。元電気工学教室担当。京都電燈（現：関西電力）元研究員。
- 荻野泰正 - 電気工学者。電気工学科教授・電気クラブ初代会長。元電気工学教室担当。電気学会関西支部元評議員・会計幹事。第3回日本ロボット学会学術講演会実行委員。
- 桂田徳勝 - 電気工学者。電気工学科教授。元電気工学教室担当。大阪府立大学名誉教授。
- 阪口清和 - 電気工学・半導体工学者。名誉教授。元電気工学教室担当。
- 前田成欣 - 電気工学者。名誉教授。元電気工学教室担当。
- 岩井嘉男 - 電気/電子物理工学・半導体工学者。電気工学科教授。電気学会関西支部元協議員。大阪大学工学部電気系同窓会澪電会元会員。
- 林千博 - 電気/電子物理工学・制御工学者。電気工学科教授。マサチューセッツ工科大学(MIT)・コロンビア大学客員教授。電気学会元副会長・名誉員。国際非線形力学会元編集委員。元国際理論および応用力学連合(IUTAM)非線形シンポジウム組織委員。国際的な非線形振動研究のパイオニア。勲二等瑞宝章受章。
- 谷口勝則 - 電気工学者。名誉教授・電気クラブ元副会長。パワーエレクトロニクス学会元会長。電気学会フェロー・電力変換国際会議（PCC-Osaka）2002実行委員長。
- 井上正崇 - 電気/電子物理工学・半導体工学者。名誉教授。元応用物理学会関西支部評議員・幹事。第11回半導体ホットキャリア国際会議1998組織委員長。元日本学術振興会産学協力研究委員会委員。瑞宝中綬章受章。
- 伊佐弘 - 電気エネルギー工学・電気工学者。名誉教授。電気学会上級会員。元電気設備学会理事・関西支部長。
- 林竹男 - 電気・物理学者。電気工学科教授。京都大学原子炉実験所（現：京都大学複合原子力科学研究所, KURNS）第4代所長。
- 里村裕 - 電気通信工学者。名誉教授・電気クラブ元役員。常翔学園元理事・顧問。元常翔啓光学園中学校・高等学校校長。
- 長田昭義 - 電気工学者・環境エネルギー工学者。名誉教授。元プラズマ・核融合学会代議員。
- 佐々誠彦 - 電気/電子物理工学・半導体工学者。名誉教授・元ナノ材料マイクロデバイス研究センター長。元ナノジャパン研究アドバイザー。元IEEE関西支部Chapter役員。
- 木村紀之 - 電気工学者。電気電子システム工学科教授。電気学会フェローおよび元電力技術委員会・パワーエレクトロニクス機器の制御技術調査専門委員会元委員長。日本学術振興会科学研究費委員会元専門委員。
- 大森英樹 - 電気工学者。電気電子システム工学科教授。電気学会フェロー。スマートエナジー研究所技術顧問。
- 石原將市 - 電気化学者。電気電子システム工学科教授。日本液晶学会2018-2019会長。元日本化学会ディビジョン#21幹事。
- 辻田勝吉 - ロボット工学・航空宇宙工学者。電気電子システム工学科教授。日本ロボット学会編集委員会・論文査読小委員会元委員。日本航空宇宙学会 (JSASS) 関西支部元幹事。
- 加藤信義 - 電気・電子工学者。電子工学科創設者。通産省電子工業審議会元委員・電波技術審議会元委員。電子情報通信学会第34代会長。赤外線連合会元会長。日本学術振興会第34特別委員会委員。関西教育工業協会初代副会長。
- 園田忍 - 電気/電子物理工学者。電子工学科名誉教授。大阪大学名誉教授。戦時研究会議元委員。輻射科学研究会元理事。マイクロ波立体回路の権威の一人。
- 杉浦寅彦 - 電気・電子工学者。名誉教授・電子クラブ名誉顧問。元短期大学部長・中央研究所計算センター長。勲三等瑞宝章受章。
- 菅博 - 電気・電子工学者。名誉教授。電子情報通信学会関西支部元評議員。情報処理学会関西支部元幹事。瑞宝中綬章受章。
- 角修吉 - 電気・電子工学者。電子工学科教授。元新材料研究センター長。
- 津川哲雄 - 電子工学者。電子工学科教授・電子クラブ初代会長。
- 久津輪敏郎 - 電子工学者。名誉教授・電子クラブ第4代会長。電子情報通信学会関西支部元評議員。瑞宝小綬章受章。
- 矢野満明 - 電気/電子物理工学・半導体工学者。名誉教授。応用物理学会元代議員。日本材料学会半導体エレクトロニクス部門委員会元委員。
- 吉田國雄 - 電気・電子工学者。電子工学科教授。元大阪大学レーザー核融合研究センター研究員。
- 小寺正敏 - 電子工学者。名誉教授・電子クラブ元顧問。応用物理学会関西支部元評議員。日本学術振興会荷電粒子ビームの工業への応用第132委員会元幹事。
- 吉岡信夫 - 電子工学者・情報工学者。名誉教授・紀要委員会2004委員。
- 安川交二 - 情報通信工学者。電子情報通信工学科教授・電子クラブ元幹事。情報通信研究機構 (NICT) 高度通信・放送研究開発委託研究評価委員会2014日本側評価委員。元国際電気通信基礎技術研究所 (ATR) 光電波通信研究所無線通信第1研究室長。
- 西口彰夫 - 電子工学・システム工学者。名誉教授。元レーザー技術総合研究所 (ILT) 共同研究員。元日本学術振興会特別研究員。
- 西壽巳 - 電子工学・システム工学者。電子情報システム工学科元教授・電子クラブ幹事。電子情報通信学会関西支部元評議員。日本光学会元幹事。
- 淀徳男 - 電子工学・物理学者。電子情報システム工学科元教授・電子クラブ顧問、紀要委員会2018副委員長。
- 林太郎 - 数理科学・機械工学者。名誉教授・機械工学科同窓会初代会長。元機械工学教室担当。空気調和・衛生工学会近畿支部元支部長。
- 大田了介 - 機械工学者。名誉教授・第5代機械工学科同窓会会長。元機械工学教室担当。空気調和・衛生工学会近畿支部元支部長。
- 増尾竜一 - 機械工学者。名誉教授・第6代機械工学科同窓会会長。元機械工学教室担当。
- 村上浩三 - 機械工学者。名誉教授・機械工学科同窓会第2代会長。元機械工学教室担当。
- 佐藤次彦 - 機械工学者。名誉教授。元機械工学教室担当。溶接学会抵抗溶接研究委員会（現：軽構造接合加工研究委員会）初代委員長。
- 前田親良 - 機械工学者。名誉教授・第8代機械工学科同窓会会長。元機械工学教室担当。日本計量史学会元副会長。常翔学園理事。瑞宝中綬章受章。
- 斎藤義和 - 機械工学者。機械工学科助教授。元機械工学教室担当。ASME-JSME-JSES太陽エネルギー国際会議1987副座長。
- 武智馨 - 機械工学者。名誉教授。元機械工学教室担当。日本鋳造協会関西支部元顧問。
- 片山襄一 - 自動車工学・機械工学者。機械工学科教授。元機械工学教室担当。
- 三木鉄夫 - 航空工学・機械工学者。名誉教授。元機械工学教室担当。元大阪帝国大学工学部航空学科創設者。
- 加賀精一 - 機械工学者。名誉教授・第7代機械工学科同窓会会長。元機械工学教室担当。
- 副島吉雄 - 機械工学者。機械工学科教授。大阪大学名誉教授。
- 青井忠正 - 機械工学・物理学者。名誉教授。
- 井川博 - 機械工学者。機械工学科教授。溶接学会第31期会長・名誉員。
- 眞崎才次 - 機械工学者。名誉教授・第9代機械工学科同窓会会長。瑞宝中綬章受章。
- 阿部博司 - 機械システム工学者。名誉教授・第10代機械工学科同窓会会長。日本溶接協会ロボット溶接研究委員会ワーキンググループ2 (WG2) 元委員。
- 廣畑哲也 - 機械システム工学者。機械工学科教授。
- 北條勝彦 - 機械工学者。名誉教授・第11代機械工学科同窓会会長。私立大学情報教育協会元理事。瑞宝小綬章受章。
- 小山富夫 - 機械工学者。名誉教授・第12代機械工学科同窓会会長。ベルト伝動技術懇話会第2代会長。瑞宝小綬章受章。
- 三船忠志 - 機械工学者。機械工学科教授。校友会参与。
- 山本正明 (工学) - 航空機械工学者。機械工学科准教授・元中央研究所研究員。
- 杉山司郎 - 機械工学者。機械工学科教授。大阪大学大型計算機センター外部連絡所元プログラム指導委員。
- 村岡茂信 - ロボット工学・機械システム工学者。機械工学科教授。日本機械学会関西支部第85期商議員。
- 加藤誠 - 機械制御システム工学者。機械工学科教授・紀要委員会2011副委員長。元三菱重工業原動機事業本部主席研究員。
- 川田裕 - 機械システム工学者・教育工学者。名誉教授。日本機械学会フェロー/名誉員・第85期副会長。日本学術会議2010機械工学委員会委員。大阪府学校教育審議会工業教育部会長。元三菱重工業高砂研究所流体研究室長・技監/主幹研究員。
- 中川邦夫 - 自動車工学・機械工学者。機械工学科教授・元モノラボ学生ソーラーカープロジェクトチーム技術顧問。
- 小池勝 - 航空工学・機械工学者。機械工学科教授・元人力飛行機プロジェクトチーム技術顧問。日本機械学会・日本航空宇宙学会元商議員。日本模型航空連盟フリーフライト委員会元学術委員。
- 田原弘一 - 宇宙工学者。機械工学科教授。元超小型人工衛星 (PROITERES) プロジェクトチーム技術顧問。元宇宙航空研究開発機構 (JAXA) 宇宙科学研究所 (ISAS) 客員教授。
- 池田隆治 - 機械工学者・教育工学者。機械工学科ものづくりセンター(MONOLAB)元副センター長。機械工学科同窓会2018会長。大阪工業大学校友会2022-2024会長。常翔学園評議員。
- 栗山仙之助 - 経営工学者、経営学者。名誉教授・第3代工経会会長、青藍会初代会長。日本経営工学会第21期会長。日本情報経営学会元副会長。日本学術会議経営情報研究連絡委員会1996委員長。瑞宝中綬章受章。
- 宇井徹雄 - 経営工学者。名誉教授・第5代工経会会長。日本経営工学会名誉会員・元会長。元経営情報学会理事・関西支部長。
- 住吉和司 - 経営工学者・社会システム工学者。名誉教授・第6代工経会会長。日本経営工学会元理事。瑞宝小綬章受章。
- 能勢豊一 - 経営システム工学・経営情報学者。名誉教授・校友会副会長・第8代工経会会長、青藍会副会長。日本経営システム学会第13・14期会長。日本情報経営学会元副会長。日本学術会議第19期企業行動研究連絡委員会委員長。
- 下左近多喜男 - 経営システム工学者・経営学者。校友会顧問・第9代工経会会長、青藍会第2代会長。日本経営システム学会理事。グローバル経営学会理事長。日本生産管理学会元副会長
- 奥田徹示 - 経営情報学・経営工学者。名誉教授・紀要委員会2005委員。日本ファジィ学会（現：日本知能情報ファジィ学会）元学会誌編集委員。
- 浅居喜代治 - 経営情報学・経営工学者。工学部経営工学科（現：情報科学部データサイエンス学科）元教授。大阪府立大学名誉教授。日本ファジィ学会（現：日本知能情報ファジィ学会）初代会長。日本経営工学会第19期副会長。
- 和多田淳三 - 経営情報学・経営工学者。工学部経営工学科元教授。早稲田大学理工学術院名誉教授。日本知能情報ファジィ学会フェロー・旧日本ファジィ学会副会長。元日本経営工学会評議員。
- 西山徳幸 - 経営工学・生産システム工学者。工学部経営工学科元教授。大阪府立大学名誉教授。瑞宝小綬章受章。
- 中島健一 - 経営工学・生産システム工学者。工学部技術マネジメント学科元准教授。早稲田大学社会科学総合学術院教授。日本経営工学会第35期副会長。日本品質管理学会第43/44期理事。
- 本位田光重 - 経営工学・生産システム工学者。工学部技術マネジメント学科・ロボット工学科元教授。日本生産管理学会・関西生産性本部元理事。日本経営工学会元評議員・関西支部支部長。
- 志垣一郎 - 経営システム工学・数理工学者。工学部技術マネジメント学科（現：情報科学部データサイエンス学科）元教授。日本ロジスティックスシステム学会元評議員。
- 松本毅 - 技術経営学者。工学部技術マネジメント学科元客員教授。元大阪ガス技術戦略部オープンイノベーション室室長。文部科学省科学技術・学術審議会総合政策特別委員会および競争力強化に向けた大学知的資産マネジメント作業部会元委員。
- 大塚好治 - 化学者。名誉教授。元応用化学教室担当。
- 南晋一 - 化学者。名誉教授。元応用化学教室担当。
- 後藤邦夫 - 化学者。名誉教授。元応用化学教室担当。瑞宝中綬章受章。
- 中島章夫 - 化学者。工学部応用化学科教授。元応用化学教室担当。高分子学会第14期会長。
- 飯田健郎 - 化学者。名誉教授・桜花会元幹事。元応用化学教室担当。元日本化学会近畿支部幹事。日本接着学会元評議員。
- 藤原秀樹 - 化学者。名誉教授・桜花会元幹事。元応用化学教室担当。元近畿化学協会ビニル部会会長・化学技術アドバイザー。高分子学会元幹事。元日本化学会代議員。
- 寺井忠正 - 化学者。名誉教授・桜花会相談役、紀要委員会2010委員。元応用化学教室担当。
- 影本彰弘 - 化学者・生命科学者。名誉教授。日本熱測定学会編集委員会元委員
- 馬場義博 - 化学者・生命科学者。名誉教授。日本熱測定学会会計元幹事。
- 内田讓 - 化学者。名誉教授・桜花会元幹事。
- 西長明 - 化学者。工学部応用化学科教授。日本化学会第11回学術賞受賞者。
- 丸山一茂 - 化学者。桜花会第6代会長・工学部応用化学科助教授。
- 澁谷康彦 - 化学者。名誉教授・桜花会副会長。元日本分析化学会近畿支部長。
- 野村良紀 - 化学者。名誉教授・元淀川環境教育センター長。日本化学会元代議員・近畿支部幹事会幹事。
- 中辻洋司 - 化学者。応用化学科教授。日本油化学会元理事・界面科学部会2001/2002部会長。
- 棚橋一郎 - 化学者。応用化学科教授。技術士（化学）。日本鱗翅学会元幹事長。
- 橋本成広 - 生体医工学者。生体医工学科・生命工学科教授。元医工学研究センター長。ライフサポート学会会長。
- 赤澤堅造 - 生体医工学者、生体情報工学者。生体医工学科・生命工学科教授。日本ME学会（現：日本生体医工学会）名誉会員・元副会長。バイオメカニズム学会元評議員。
- 望月修一 - 生体医工学者・医学者。生体医工学科（現：生命工学科）准教授。元大阪大学大学院医学系研究科招へい教授。日本医療研究開発機構 (AMED) 開発途上国・新興国等における医療技術等実用化研究事業課題評価2022委員長。
- 大島敏久 - 生物学者、農学者。生命工学科教授。日本生化学会元理事。日本生物工学会元評議員。日本農芸化学会フェロー。
- 吉浦昌彦 - 生体工学者、電気工学者。生命工学科教授。電気学会2005代議員。
- 金藤敬一 - 生体電子工学者、電気化学者。生命工学科教授。応用物理学会有機分子・バイオエレクトロニクス分科会元幹事長。
- 川島普 - 土木工学・衛生工学者。名誉教授。元土木工学教室担当。日本水環境学会関西支部元理事。勲三等瑞宝章受章。
- 宮北敏夫 - 土木工学・衛生工学者。名誉教授。土木学会関西地区元評議員。大阪市水道部元技術課長。
- 福田護 - 土木工学者。名誉教授。元土木工学教室担当。地盤工学会関西支部元幹事長。瑞宝小綬章受章。
- 川原琢磨 - 土木・地球物理学者。元土木工学教室担当。輻射科学研究会元監事。
- 玉城逸夫 - 土木・地球物理学者。名誉教授。元土木工学教育担当。物理探査学会元理事・名誉会員。勲三等瑞宝章受章。
- 佐々憲三 - 土木・地球物理学者。日本地すべり学会創設者・初代会長。日本地震学会元会長。元京都大学防災研究所所長・阿武山地震観測所所長。勲二等旭日重光章受章。
- 川本整 - 土木・地球物理学者。名誉教授。元土木工学教室担当。日本地すべり学会元関西支部代表・運営委員。瑞宝中綬章受章。
- 谷口敏雄 - 土木・地球物理学者。土木工学科客員教授。日本技術士会元理事。元建設省土木研究所砂防研究室長・河川部長。日本地すべり学会第2代会長。正五位勲四等旭日小綬章受章。
- 伊藤冨雄 - 土木工学者。名誉教授・構造実験センター（現：八幡工学実験場）初代所長。土木学会名誉会員。地盤工学会関西支部元支部長。日本地下水理化学研究所元理事長。勲二等旭日重光章受章。
- 岡村宏一 - 土木工学者。名誉教授・構造実験センター（現：八幡工学実験場）第2代所長。
- 藤田崇 - 土木工学・地質学者。名誉教授。日本地形学連合元会長・名誉会員。日本地質学会名誉会員。瑞宝中綬章受章。
- 栗田章光 - 土木工学者。名誉教授・土木会元会長。元八幡工学実験場構造実験センター長。元土木学会鋼・コンクリート合成構造連合小委員会委員長。元国土交通省中国地方整備局志津見大橋上部工事設計施工検討委員会委員長。
- 雄倉幸昭 - 土木工学・衛生工学者。名誉教授・短期大学部元学部長、元應援團顧問。
- 後野正雄 - 土木工学者。名誉教授。大規模災害対策研究機構（CDR）2006理事。
- 青木一男 - 土木工学者。名誉教授。地盤工学会地下水水質研究委員会元委員長。
- 小林和夫 - 土木工学者。土木工学科教授。日本コンクリート工学協会元理事。プレストレストコンクリート技術協会元理事。日本材料学会元理事。
- 堀川都志雄 - 土木工学者。名誉教授。元土木学会道路橋床版に関する調査研究小委員会委員長および道路橋床版の点検診断の高度化と長寿命化技術に関する小委員会顧問。
- 松井繁之 - 土木工学者。八幡工学実験場構造実験センター元教授。土木学会フェロー・鋼構造委員会鋼橋床版の調査研究小委員会および複合構造研究小委員会顧問。国土交通省近畿地方整備局道路防災ドクター・橋梁ドクター。阪神高速道路技術審議会元委員。
- 井田康夫 - 土木工学者。都市デザイン工学科教授。元土木学会関西支部商議員・関西支部幹事。
- 吉川眞 - 都市工学者。名誉教授。元地理情報システム学会会長。元土木学会景観・デザイン委員会委員。
- 綾史郎 - 土木・環境工学者。名誉教授。淀川水系イタセンパラ保全市民ネットワーク（イタセンネット）会長。
- 石川宗孝 - 環境工学・土木工学者。名誉教授・環境会初代会長、元環境ソリューションセンター(ESC)長。元環境技術研究協会理事。元日本水環境学会関西支部理事。エコソリューションネット初代代表取締役。
- 小川眞 - 環境生態学・農学者。環境工学科元客員教授。元農林技官。日本バイオ炭普及会創設者・初代名誉会長。日本菌学会名誉会員。日本で初めて森林のノーベル賞といわれる国際森林研究機関連合(IUFRO)ユフロ学術賞受賞。
- 福岡雅子 - 都市環境工学者。環境工学科准教授。元大阪府環境審議会循環型社会計画部会長。
- 駒井幸雄 - 環境化学者・農学者。環境工学科教授。元日本水環境学会理事。
- 松本政秀 - 機械環境工学・システム工学者。名誉教授。日本経営工学会第26期表彰委員会委員。
- 宮本均 - 環境工学者。環境工学科教授。元NEDO新エネルギーベンチャー技術革新事業（燃料電池・蓄電池分野）審査委員。元三菱重工業高砂研究所主幹研究員・新エネルギー事業推進部担当主幹。
- 大澤利幸 - 環境工学・電気化学者。環境工学科教授。元高分子学会高分子エレクトロニクス研究会委員長。元電気学会誘電・絶縁委員会調査専門委員会委員。
- 玉置豊次郎 - 建築学者・都市計画家。名誉教授。元建築学教室担当。元内閣技官・帝都復興院復興局技師。元大阪府建築監督官、愛知県建築部長。勲四等瑞宝章受章。
- 光崎育利 - 建築計画・建築設計、都市計画学者。名誉教授。元建築学教室担当。瑞宝小綬章受章。
- 増田和彦 - 建築設計・建築計画者。建築学科助教授。元建築学教室担当。
- 篠塚宏三 - 建築計画・都市計画学者。建築学科教授・建築会初代会長・顧問。元建築学教室担当。日本図書館協会建築賞第11回選考委員。
- 寺内信 - 建築計画・都市計画学者、まちづくり専門家。建築学科教授。元建築学教室担当。日本都市計画学会総務委員会元委員。
- 小林清周 - 建築生産・建築計画学者。建築学科教授。元建築学教室担当。元建設省技官・営繕局計画課長。
- 浅野清 - 建築学者・建築史家。建築学科教授。元建築学教室担当。元法隆寺国宝保存工事事務所所長。勲三等瑞宝章受章。
- 福島正人 - 建築材料/建築生産、建築工学/建築構造学者。名誉教授。元建築学教室担当。
- 松原光彦 - 建築材料/建築生産、建築工学者。建築学科助教授。元建築学教室担当。
- 二村誠二 - 建築材料/建築生産学者。建築学科助教授。元建築学教室担当。
- 瀧本義一 - 建築工学・建築構造学者。名誉教授。元建築学教室担当。
- 鈴木豊朗 - 建築工学・建築構造学者。建築学科助教授。元建築学教室担当。
- 金谷英一 - 建築生産・建築環境工学者。名誉教授。元建築学教室担当。空気調和・衛生工学会特別会員・元理事。
- 鷲尾健三 - 建築工学・建築構造学者。大学院教授。元日本建築学会副会長。
- 大場新太郎 - 建築工学・構造工学者。名誉教授。元日本建築学会代議員。元地盤工学会関西支部評議員。
- 中島茂壽 - 建築工学・構造工学者。建築学科教授。元日本建築学会鋼管構造小委員会ラーメン (骨組) WG委員。
- 浅野捷郎 - 建築意匠/建築デザイン・建築史学者。建築学科教授。
- 青山賢信 - 建築人類学者・建築史家。名誉教授。元貝塚市文化財保護審議会委員。
- 竹内吉弘 - 建築防災工学・地震工学者、建設工学者。名誉教授。日本建築学会元近畿支部長。元阪神大震災調査団代表。
- 堀家正則 - 建築防災工学・地震工学者。建築学科教授。日本地震学会元評議員。元自然災害総合防災対策検討委員会大規模地震ハザード評価部会委員。
- 甲津功夫 - 建築構造/構造工学・建築システム工学者。建築学科教授。鉄骨技術者教育センター元理事。日本建築技術性能認証委員会元委員。
- 峰岸隆 - 建築設計・建築意匠/建築デザイン学者。建築学科教授・建築会元会長。
- 辻正矩 - 建築設計・建築計画学者。名誉教授。日本都市計画学会総務委員会元委員。
- 山形一彰 - 建築生産・建築環境工学者。建築学科・空間デザイン学科准教授。
- 岡田光正 - 建築人間工学・群衆安全工学者。建築学科教授。日本建築協会元編集理事。
- 前田茂樹 - 建築デザイン学者。建築学科准教授。キルコス国際建築設計コンペティション2015審査員。
- 宮岸幸正 - 空間デザイン・建築デザイン学者。ロボティクス＆デザイン工学部空間デザイン学科教授。元地域連携センター長。日本デザイン学会春季研究発表2018大会委員長。
- 田代純 - 芸術工学・建築デザイン学者。工学部空間デザイン学科（現：ロボティクス＆デザイン工学部空間デザイン学科）教授、大学院空間デザイン学専攻幹事。
- 朽木順綱 - 建築意匠・建築史学者。ロボティクス＆デザイン工学部空間デザイン学科准教授。日本建築学会次世代委員会委員・近畿支部建築論部会主査。
- 本田幸夫 - ロボット工学者。ロボティクス＆デザイン工学部ロボット工学科教授。初代ロボティクス＆デザインセンター (RDC) 長。ロボット革命イニシアティブ協議会評議員。元関西経済連合会関西次世代ロボット推進会議幹事長。
- 筒井博司 - ロボット工学者・生体医工学者。ロボティクス＆デザイン工学部ロボット工学科客員教授および工学部機械工学科・生体医工学科教授。センシング技術応用研究会会長。元応用物理学会放射線分科会幹事。
- 上田悦子 - ロボット工学者・情報工学者。ロボティクス＆デザイン工学部ロボット工学科教授。元IEEE関西支部 WIE AG(Women in Engineering Affinity Group) 2019/2020チェア。
- 大松繁 - システム工学・電子情報工学者。ロボティクス＆デザイン工学部システムデザイン工学科教授および電子情報通信工学科教授。計測自動制御学会・電気学会フェロー。システム制御情報学会2007会長。日本学術振興会科学研究費委員会元専門委員。
- 井上秀雄 - 教授
- 大倉三郎 - 教授
- 川勝政太郎 - 教授
- 勝田孝興 - 教授
- 福田紀一 - 教授
- 穂積文雄 - 教授
- 高山龍三 - 教授
- 汲田克夫 - 教授
- 大橋清秀 - 助教授
- 小松原千里 - 助教授
- 古川博巳 - 助教授
- 坂本公延 - 助教授
- 林田大作 - 工学部建築学科准教授
- 高津和彦 - 客員教授
- 稗田乃 - 工学部講師
- 山口尚 - 講師
- 江田鎌治郎 - 講師
- 滝山敏郎 - 講師
- 近藤秀樹 - 一般教育科教員
- 藤本ますみ - 教員、秘書学者
- 木内敦詞 - 工学部一般教育科助手
- 梶野啓 - 教養部助手
- 坂本昭 - 大学院工学研究科非常勤講師
- 白崎博公 - 電気工学科非常勤講師
- 魚谷繁礼 - 非常勤講師
- 西山正容 - 非常勤講師
- 樋口健夫 - 非常勤講師

## 著名な卒業生
Category:大阪工業大学出身の人物を参照

### 政界・行政
- 藤田進 - 元参議院議員、総評元議長。勲一等旭日大綬章受章。
- 坂井弘一 - 元衆議院議員、元公明党国会対策委員長
- 江村利雄 - 元大阪府高槻市長。旭日小綬章受章。
- 榎原一夫 - 元大阪府吹田市長。勲三等旭日中綬章受章。
- 庄司正臣 - 元大阪府摂津市議会議長。勲四等瑞宝章受章。
- 溝口浩 - 大阪府泉大津市議会第51代議長・改革検討協議会委員長・総務都市常任委員。
- 前田昌則 - 大阪市北区長。前大阪市此花区長。
- 時岡忍 - 元福井県おおい町長
- 竹内幹郎 - 元奈良県宇陀市長
- 今岡睦之 - 元三重県伊賀市長
- 川原義朗 - 元徳島県東みよし町長

### 官界・公務員・教育
- 原博之 - 元建設省（現：国土交通省）建設大臣官房審議官。瑞宝中綬章受章。
- 小峰信 - 元法務省法務大臣官房審議官。元JICA派遣専門家（タイ）。瑞宝中綬章受章。
- 岩切哲章 - 元建設省（現：国土交通省）近畿地方建設局木津川上流工事事務所長。元JICA派遣専門家（インドネシア・フィリピン）。瑞宝双光章受章。
- 津田義久 - 元運輸省（現：国土交通省）第三港湾建設局神戸港湾震災復興事務所次長・舞鶴港工事事務所長。瑞宝双光章受章。
- 曽我光昌 - 元運輸省（現：国土交通省）第三港湾建設局和歌山工事事務所長。瑞宝双光章受章。
- 中谷洋一 - 元通商産業省（現：経済産業省）特許庁審判部第31部門長・審査第2/第3部長。元日本特許情報機構役員。元みらい知的財産技術研究所取締役副社長。瑞宝中綬章受章。
- 木南仁 - 元通商産業省（現：経済産業省）特許庁審判部部門長。元工業所有権協力センター(IPCC)電気部門主幹。瑞宝小綬章受章。
- 勝山正嗣 - 元文部省（現：文部科学省）大臣官房文教施設部長、元鈴鹿工業高等専門学校校長、元文教施設協会専務理事。瑞宝中綬章受章。
- 立成良三 - 元大阪府建築部（現：都市整備部住宅建築局）建築部長。国土交通省社会資本整備審議会第5回都市計画分科会/建築分科会集団規定のあり方部会専門委員。元日本建築協会理事/監事。元大阪住宅センター・大阪府建設監理協会理事長。瑞宝小綬章受章。
- 中原靖夫 - 元大阪府建築課技師。名古屋建築士補導所・第二職業訓練所元所長。愛知県総合建設共同高等訓練所元講師。勲五等瑞宝章受章。
- 島田喜十郎 - 元神戸市港湾局新埠頭連絡橋建設事務所長。元本州四国連絡橋公団（現：本州四国連絡高速道路）「橋の科学館」橋のマイスター。明石海峡大橋の建設推進および初期調査・技術設計者の１人。
- 井上要 - 元愛媛県土木部長・参与。元土木部道路都市局長。瑞宝小綬章受章。
- 吉田誠宏 - 元大阪府公害監視センター所長。元大阪府環境協会副理事長。全国環境研協議会2001副会長。環境省登録環境カウンセラー。
- 鶴保謙四郎 - 元大阪市立環境科学研究所（現：大阪市立環境科学研究センター）環境分析/環境資源/大気環境課長。元関西環境管理技術センター技術調査役。常翔学園監事。
- 前田親良 - 元大阪工業大学高等学校（現：常翔学園高等学校）校長。常翔学園理事。瑞宝中綬章受章。
- 丸谷明夫 - 大阪府立淀川工科高等学校名誉教諭、全日本吹奏楽連盟理事長。

### 法曹界・準法曹
- 田中崇公 - 弁護士。法学修士（ワシントン大学セントルイス）。中之島中央法律事務所パートナー。
- 竹内直久 - 弁護士。知的財産修士（専門職）。向井・竹内法律事務所共同代表。
- 矢根俊治 - 弁護士（日本・ベトナム）。知的財産修士（専門職）、司法書士。KAGAYAKI TNY LEGAL (Vietnam) Co.,Ltd代表。
- 冨宅恵 - 弁護士・弁理士。知的財産修士（専門職）。スター綜合法律事務所パートナー。
- 小島幸保 - 弁護士。知的財産修士（専門職）。関西学院大学大学院司法研究科（法科大学院）准教授。バラエティー生活笑百科出演者。
- 溝上哲也 - 弁護士・弁理士。元大阪弁護士会知的財産委員会委員長。元日本弁護士連合会コンピュータ委員会委員長。元大阪簡易裁判所民事調停委員。元日本商標協会理事。弁理士・弁護士法人バリュープラス代表。
- 並川鉄也 - 弁理士。元大阪大学知的財産センター客員教授。三協国際特許事務所副所長。日本知的財産仲裁センター調停人・仲裁人・判定人。日本弁理士会商標委員会2014委員長。
- 福島正憲 - 弁理士。知的財産修士（専門職）。工学博士（神戸大学）。福島国際特許事務所副所長。八青会2020会長。
- 柳野嘉秀 - 弁理士。知的財産修士（専門職）。イノベーションマネジメント修士（ポーツマス大学）。柳野国際特許事務所所長。日本弁理士会近畿支部知財普及・支援委員会2015副委員長。
- 大塚春彦 (弁理士) - 弁理士。知的財産修士（専門職）。工学士（九州大学）。日本弁理士会九州会2021副会長・元総務企画委員長。高津国際特許事務所所属。

### 経済界
- 山口明夫 - 日本アイ・ビー・エム代表取締役社長、米国IBMコーポレーション経営執行委員[1]、経済同友会副代表幹事、東京理科大学大学院経営学研究科技術経営（MOT）専攻上席特任教授。
- 多田直純 - ゼット・エフ・ジャパン代表取締役社長
- 古場博之 - トヨタ自動車GAZOO Racing Companyチーフエンジニア、C-HRの開発責任者。
- 山本紘 - マツダ・ユーノスコスモ主査、ユーノスロードスター2代目開発主査。元商品本部副本部長。
- 伊延禎之 - スズキ元常務取締役、元二輪事業本部長・二輪アジアプロジェクト長。
- 梅村正廣 - 京セラ元代表取締役副社長・副会長。エア・ドゥ元取締役。
- 阪本雅司 - 富士フイルムビジネスイノベーションジャパン代表取締役社長。
- 八方隆邦 - 東京急行電鉄元取締役副社長。東急建設元取締役会長。
- 奥平克治 - 山陽電気鉄道元常務取締役・顧問。
- 小泉博 - 毎日放送(MBS)元常務取締役・技術局長。
- 大橋一郎 - 朝日放送(ABC)元取締役・技術局長。
- 原博之 - 清水建設元常務執行役員。
- 田ノ畑好幸 - 竹中工務店元取締役執行役員副社長。大阪ビジネスパーク協議会2023代表理事。
- 長谷川武彦 - 長谷川工務店（現在の長谷工コーポレーション）の創業者・会長
- 濱隆 - 大和ハウス工業取締役常務執行役員
- 長谷川伸一 - パシフィックコンサルタンツ会長。建設コンサルタンツ協会 (JCCA) 会長。土木学会フェロー。旭日小綬章受章。
- 嵩原安孝 - 中央復建コンサルタンツ元常務取締役。大阪工業大学学園技術士会元会長。
- 宮本雅文 - 佐藤工業元代表取締役社長
- 赤島正晃 - 前田建設工業元常務執行役員
- 江村剛 - 関西エアポート執行役員。関西空港調査会航空需要に対応した空港運用研究会メンバー。土木学会フェロー・2024理事。
- 坂口正雄 - きんでん元代表取締役副社長。元常翔学園理事長。
- 堤孝信 - 中電工代表取締役副社長
- 菊本一高 - 栗本鐵工所代表取締役社長
- 若林克彦 - ハードロック工業創業者、代表取締役会長。旭日双光章受章。
- 中島稔 - ナカシマプロペラ代表取締役副社長・副会長。ナカシマホールディングス副会長。協和協会理事、第3代新エネルギー委員長。
- 大倉昊 - ノエビアホールディングス創業者・代表取締役会長、日本の富豪ランキング38位
- 久禮哲郎 - アルフレッサ ファーマ元代表取締役社長。元常翔学園理事長。
- 瀧花巧一 - 大塚製薬元執行役員・シニアディレクター。全国清涼飲料連合会2019アドバイザー。
- 三宅卓 - 日本M&Aセンター代表取締役社長、M&A仲介協会理事長。
- 藤田俊哉 - ヴィンクス取締役会長
- 許永中 - 元大淀建設代表取締役社長（中退）

### 研究者・学者
- 政木和三 - 科学者、発明家。関西高等工業学校電気工学科卒業。元大阪帝国大学工学部工作センター長。
- 谷川正己 - 建築史家。工学博士（東京大学）。元日本大学工学部建築学科教授。近代建築の巨匠、フランク・ロイド・ライト研究の第一人者。
- 嶋本恒雄 - 建築計画・都市計画学者。工学博士（大阪市立大学）。元近畿大学工学部建築学科教授。
- 西村泰志 - 建築工学者。大阪工業大学名誉教授。工学博士（京都大学）。柱RC梁S構造接合部の統一的構造力学モデル研究の第一人者の一人。
- 友井政利 - 建築工学者。木構造学修士（ブリティッシュコロンビア大学）。アメリカ針葉樹協議会技術顧問。木造枠組壁構法（ツーバイフォー工法）の北米木造住宅研究の第一人者の一人。
- 大場新太郎 - 建築工学・構造工学者。工学博士（大阪大学）。大阪工業大学名誉教授。
- 宮内靖昌 - 建築工学者。工学博士（東北大学）。大阪工業大学工学部建築学科教授。
- 上林宏敏 - 建築工学・構造工学者、工学博士。京都大学複合原子力科学研究所 (KURNS) 附属安全原子力システム研究センター准教授。
- 竹原義二 - 住宅建築学者。元大阪市立大学大学院生活科学研究科・生活科学部教授。
- 岡山敏哉 - 建築計画・都市計画学者。工学博士（大阪市立大学）。大阪工業大学工学部建築学科教授。
- 峰岸隆 - 建築デザイン学者、工学博士。芸術学修士（東京藝術大学）。元大阪工業大学工学部建築学科教授。
- 高砂正弘 - 建築学者、工学博士。建設工学修士（早稲田大学）。和歌山大学名誉教授。
- 乾康代 - 住居・都市計画学者。学術博士（大阪市立大学）。元茨城大学教育学部教授。
- 中島喜代子 - 住居学者、工学博士。家政学修士（大阪市立大学）。元三重大学教育学部教授。
- 清水陽子 - 都市計画学者、一級建築士。関西学院大学建築学部教授。
- 西川博美  - 建築史・建築デザイン学者。一級建築士。博士(学術)（京都工芸繊維大学）。岡山県立大学デザイン学部建築学科教授。
- 佐藤啓一 - アメリカ在住のデザイン学者。デザイン・プロダクトデザイン学修士（イリノイ工科大学）。イリノイ工科大学デザイン大学院(IIT-ID)名誉教授。元京都工芸繊維大学助教授。
- 馬衛星 - 中国のデザイン学者。北京理工大学デザイン芸術学部元副教授。
- 福田護 - 土木工学者。工学博士（京都大学）。大阪工業大学名誉教授。
- 石川宗孝 - 土木工学・環境工学者。工学博士（京都大学）。大阪工業大学名誉教授。
- 佐藤邦明 - 土木工学者。工学博士（大阪大学）。埼玉大学地圏科学研究センター名誉教授。
- 栗田章光 - 土木工学者。工学博士（大阪市立大学）。大阪工業大学名誉教授。
- 笠原伸介 - 環境工学・衛生工学者。工学博士（北海道大学）。大阪工業大学工学部環境工学科教授。
- 平本一雄 - 都市工学者。工学博士（京都大学）。東京都市大学名誉教授。
- リム・ボン - 都市社会学者。工学博士（京都大学）。立命館大学産業社会学部教授。
- 永野正展 - 社会環境工学者。高知工科大学名誉教授・元地域連携機構地域連携センター長。
- 田中晃代 - 都市環境工学・都市計画学者。工学博士（大阪大学）。近畿大学大学院総合文化研究科・総合社会学部教授。
- 平城弘一 - 都市環境工学・土木工学者。工学博士（大阪大学）。摂南大学都市環境システム工学科元教授・土木会会長。
- 荻野泰正 - 電気工学者、工学博士。電気工学修士（大阪大学）。大阪工業大学名誉教授。
- 谷口勝則 - 電気工学者。工学博士（大阪府立大学）。大阪工業大学名誉教授。
- 多田順次 - 電気通信工学者。工学博士（東北大学）。東北大学電気通信研究所元特任教授。
- 宮内正義 - 電気工学者。愛媛大学名誉教授。
- 梅田徳男 - 医用電子工学・生体医工学者。工学博士（大阪大学）。北里大学医療衛生学部名誉教授。
- 金邉忠 - 電気工学者。工学博士（大阪大学）。福井大学大学院工学研究科教授。
- 菅博 - 電気・電子工学者。工学博士（大阪府立大学）。大阪工業大学名誉教授。
- 角修吉 - 電気・電子工学者。工学博士（大阪府立大学）。元大阪工業大学工学部電子工学科教授。
- 久津輪敏郎 - 電子工学者。工学博士（大阪府立大学）。大阪工業大学名誉教授。
- 神村共住 - 電気・電子工学者。工学博士（大阪大学）。大阪工業大学工学部電子情報システム工学科教授。大阪大学レーザー科学研究所招へい教授。
- 齋藤嘉夫 - 電子工学者。立命館大学理工学部元講師。元京都工芸繊維大学基盤科学部門物理系主任研究員。
- 杉町宏 - システム工学・教育工学者。立命館大学理工学部元事務長。三重大学学生総合支援センター元特任准教授。
- 梅村信弘 - 電子工学者、工学博士。公立千歳科学技術大学理工学部教授。
- 鱧谷憲 - 農業システム工学者。博士（農学）（大阪府立大学）。大阪府立大学大学院農学生命科学研究科元講師。日本農業気象学会フェロー。
- 能島裕介 - 情報工学者。工学博士（神戸大学）。大阪公立大学（旧：大阪府立大学）大学院情報学研究科基幹情報学専攻教授。
- 眞崎才次 - 機械工学者。工学博士（京都大学）。大阪工業大学名誉教授。元京都工芸繊維大学助教授。
- 小山富夫 - 機械工学者。工学博士（京都大学）。大阪工業大学名誉教授。
- 阿部博司 - 機械システム工学者。工学博士。大阪工業大学名誉教授。
- 廣畑哲也 - 機械システム工学者。工学博士。理学修士（大阪大学）。元大阪工業大学工学部機械工学科教授。
- 森謙一郎 - 機械システム工学者。工学博士（京都大学）。豊橋技術科学大学名誉教授。元大阪大学および京都工芸繊維大学助教授。
- 藤澤正一郎 - 機械工学者。徳島大学元副理事・大学院ソシオテクノサイエンス研究部元教授。
- 高谷芳明 - 機械工学者。元同志社大学工学部嘱託講師。
- 杉山司郎 - 機械工学者。工学博士（大阪大学）。元大阪工業大学工学部機械工学科教授。
- 三船忠志 - 機械工学者。工学博士（大阪大学）。元大阪工業大学工学部機械工学科教授。
- 斎藤義和 - 機械工学者。工学博士（慶應義塾大学）。元大阪工業大学工学部機械工学科助教授。
- 北條勝彦 - 機械工学者。工学博士（慶應義塾大学）。大阪工業大学名誉教授。
- 高橋靖雄 - 機械工学者、工学博士。理学士（東京理科大学）。元新日鐵住金鉄鋼研究所接合研究センター主任研究員。
- 飯田健郎 - 化学者。大阪工業大学名誉教授。
- 藤原秀樹 - 化学者。工学博士（大阪市立大学）。大阪工業大学名誉教授。
- 内田讓 - 化学者。工学博士（大阪市立大学）。大阪工業大学名誉教授。
- 澁谷康彦 - 化学者。工学博士（大阪大学）。大阪工業大学名誉教授。
- 寺井忠正 - 化学者、工学博士。大阪工業大学名誉教授。
- 高宮脩 - 医化学・医学者。医学博士（奈良県立医科大学）。信州大学医学部名誉教授。
- 下村修 - 化学者。工学博士（東京工業大学）。大阪工業大学工学部応用化学科教授。
- 越智秀 - 化学者。工学博士（慶應義塾大学）。大阪工業大学インキュベーションラボ准教授。
- 平野義明 - 化学者。関西大学化学生命工学部副学部長・教授。
- 矢野将文 - 化学者。理学博士（大阪市立大学）。関西大学化学生命工学部准教授。
- 清良平 - 化学者。工学博士（東京大学）。芝浦工業大学SIT総合研究所客員教授。法政大学デザイン工学部兼任講師および維持管理工学研究所大学院特任研究員。東京大学生産技術研究所(IIS)受託研究員。
- 小川英生 - 化学者。理学博士（大阪市立大学）。東京電機大学理工学部教授・元理学系長。
- 立田真文 - 環境化学者。工学博士（大阪大学）・工学修士（ドレクセル大学）。富山県立大学工学部環境・社会基盤工学科准教授。
- 山田昭博 - 生体医工学者。医工学博士（東北大学）。公立小松大学大学院サスティナブルシステム科学研究科・保健医療学部臨床工学科准教授。
- 宇井徹雄 - 経営工学者。工学博士（東京工業大学）。大阪工業大学名誉教授。
- 奥田和重 - 経営工学者。工学博士（京都大学）。小樽商科大学商学部名誉教授。
- 下左近多喜男 - 経営システム工学者、経営学者。経営学博士（大阪大学）。元大阪工業大学工学部技術マネジメント学科准教授。
- 能勢豊一 - 経営システム工学・経営情報学者。工学博士（大阪大学）。大阪工業大学名誉教授。
- 住吉和司 - 経営工学者・社会システム工学者。工学博士（慶應義塾大学）。大阪工業大学名誉教授。
- 松本義之 - 経営情報学・経済工学者。工学博士（早稲田大学）。下関市立大学経済学部教授。
- 羽石寛志 - 経営情報学・経済工学者、工学博士。佐賀大学経済学部教授。
- 村杉健 - 経営工学者、知的財産学者、工学博士。大阪工業大学名誉教授。
- 岩崎日出男 - 経営工学者。工学博士（大阪府立大学）。近畿大学名誉教授・理工学部元学部長。
- 古殿幸雄 - 経営情報学・経営学者。近畿大学経営学部教授・商学研究科長。
- 井上明 - 経営情報学・教育工学者。甲南大学マネジメント創造学部元副学部長・教育学習支援センター所長。大阪工業大学ロボティクス＆デザイン工学部学部長。
- 野間圭介 - 経営工学者。龍谷大学大学院経営学研究科元研究科長および経営学部元学部長・教授。
- 寺島和夫 - 経営情報学・経営学者。龍谷大学経営学部名誉教授および龍谷大学生活協同組合元理事長。
- 西岡久充 - 経営工学・社会システム工学者。龍谷大学経営学部教授。
- 島田裕次 - 経営システム工学者。システム監査技術者。工学博士。経済学学士（早稲田大学）。中央大学大学院理工学研究科元客員教授。元東洋大学総合情報学部教授。システム監査学会第19期会長。元政府CIO補佐官。
- 向日恒喜 - 経営情報学・経営工学者。中京大学経営学部経営学科教授・元学部長。
- 羽石寛寿 - 経営工学者。摂南大学名誉教授・経営学部元学部長。
- 久保貞也 - 経営工学者。摂南大学経営学部准教授。
- 大西賞典 - 防災研究家。加古川グリーンシティ防災会特別顧問、地域防災研究所所長。

### 建築
- 長谷川武彦 -  建築計画家。長谷工コーポレーション創業者・初代会長。
- 尾亀清四郎 - 建築設備士。大阪工業大学大樹会初代会長。日本建築協会・日本建築設備士協会元理事。建築設備技術者協会元近畿支部長。大阪府建築士会名誉顧問・元副会長。黄綬褒章および勲五等瑞宝章受章。
- 宮崎八郎 - 建築家。大阪工業大学大樹会第2代会長。日本建築士会連合会元副会長。大阪府建築士会・大阪建築確認検査協会名誉会長。大阪建築防災センター名誉理事長。黄綬褒章および旭日小綬章受章。
- 遠藤剛生 - 建築家。日本建築士会連合会賞優秀賞、建設省都市景観大賞など受賞。日本建築界において花の16年といわれる昭和16年生まれの建築家の一人。
- 北山孝二郎 - 建築家。AIA Honor Award（ピーター・アイゼンマンと共同）など受賞。兄は世界的建築家の安藤忠雄。
- 竹原義二 - 建築家。村野藤吾賞、日本建築学会賞教育賞/著作賞、大阪建築コンクール渡辺節賞/大阪府知事賞、都市住宅学会業績賞など受賞。関西を代表する住宅建築家の一人。
- 石橋清志 - 建築家。大阪府建築士会建築人賞、大阪市ハウジングデザイン賞などを受賞。
- 柳川賢次 - 建築家。神戸・狩口地域センター設計競技1992最優秀賞、日本建築士連合会会員作品展1994優秀賞、大阪建築コンクール2017大阪府知事賞など受賞。
- 高砂正弘 - 建築家。大阪建築コンクール渡辺節賞、日本建築家協会新人賞、日本建築士会連合会賞優秀賞など受賞。
- 片岡英和 - 建築家。ニチハ賞受賞。
- 福田哲也 - 建築家。E・家・くらし住まいの設計コンテスト2006若手建築家賞、M-HOUSE木質建築空間デザインコンテスト2011住宅部門賞、住まいの環境デザイン・アワード2012大阪ガス賞など受賞。
- 齋藤篤史 - 建築家。日本建築学会設計競技優秀賞、グッドデザイン賞などを受賞。
- 毛利真也 - 建築家。OKAYAMA AWARD 2014「建築・インテリア・プロダクツ部門賞」受賞。
- 刈谷悠三 - グラフィックデザイナー。日本建築学会賞（業績）共同受賞。
- 池淵孝一郎 - シンガポール在住のインテリアデザイナー。プレジデントデザインアワード2009（Designer of The Year, シンガポール）、BCIアジアインテリアデザインアワード2018（香港）など受賞。
- 平沼孝啓 - 建築家。グランドデザイン国際建築アワード（イギリス）、イノベイティブ・アーキテクチュア国際建築賞（イタリア）など受賞。

### 芸術・文学
- 月山貞利 - 日本刀名匠。無形文化財保持者。人間国宝の月山貞一の三男。旭日双光章受章。
- 岩佐嘉親 - 探検家。民俗学者（特に、タヒチ・サモア・フィジーなどのポリネシア）、作家。
- 鈴木昭典 - ドキュメンタリー作家、ジャーナリスト。
- 疋田哲夫 - 放送作家、脚本家（中退）。作家集団「オフィス自由本舗」代表。
- 谷甲州 - 作家。
- 桂木希 - 作家。
- 魚乃目三太 - 漫画家。
- たなかじゅん - 漫画家。
- たちばなとしひろ - 漫画家。
- 中村ケイジ - 作家（中退）。
- 西川奈央子 - 絵本作家。ペンネーム「にしかわなおこ」。イタリアボローニャ国際絵本原画展2021ファイナリスト。
- 中根賢治 - ワイヤーアーティスト、芸術家。

### 芸能・音楽
- 沖至 - ジャズトランペット奏者。
- カルロス菅野 - フュージョンプレイヤー、パーカッショニスト、音楽プロデューサー、熱帯JAZZ楽団のメンバー。
- 西崎ゴウシ伝説 - ミュージシャン、カルメラのメンバー。
- DAS:VASSER Ba.秀暁, Vo.響兵 - ヴィジュアルロックバンド
- 坂田明奈 - ミュージシャン、インストバンド「RATEL」のメンバー兼ソロ活動サクソフォーン奏者。
- 松村秀美 - 女優。
- 巽秀太郎 - 俳優。
- 加戸敏 - 映画監督（中退）。

### スポーツ
- 阿部良之 - 自転車プロロードレース選手。
- 山内研二 - 中央競馬元騎手、調教師。
- 高木喬 - 元プロ野球選手。現役引退後に入学し、後に建築家となった。
- 湯井飛鳥 - プロ野球選手（中退）。

## 大阪工業大学にゆかりのある人物
- 直木倫太郎 - 関西工学専修学校（現：大阪工業大学）の創設時協力者。元帝都復興院技監。元大林組取締役。
- 島重治 - 土木技術者・都市計画家。関西工学専修学校（現：大阪工業大学）の創設時協力者。元大阪市土木部長・理事。
- 信時潔 - 学歌作曲
- 森田公一 - 校友会の歌『さぁ、手を振ろう』（作曲）
- 安藤忠雄 - 建築家。過去複数回（2004、2009、2012、2017、2018、2019※判明分）、出身地にある大阪工業大学で来校講演を行なっている[2][3][4]。
- ドミニク・ペロー - フランス現代建築の巨匠、世界的に著名な建築家。2010年10月に大阪工業大学で来校講演を行なった[5]。
- ミハイル・ゴルバチョフ - 旧ソビエト連邦大統領、ノーベル平和賞受賞者。1993年4月、大阪工業大学に来学、特別講演を行なった[6]。
- アル・ゴア - アメリカ合衆国元副大統領、ノーベル平和賞受賞者。2002年10月に大阪工業大学創立80周年記念事業の一環として、来学、記念講演を行なった。大阪工業大学名誉博士の称号も授与された。
- 小池百合子 - 第20・21代東京都知事、第5-7代環境大臣。2006年7月5日 大阪工業大学創立60周年記念館講堂にて、環境工学科開設にちなんで、環境大臣として来学、環境をテーマに特別講演会を行った。大阪工業大学名誉博士の称号も授与された[7]。
- 岸田文雄 - 第100・101代内閣総理大臣、第27代自由民主党総裁。2018年6月11日 大阪工業大学梅田キャンパスのロボティクス＆デザインセンター（RDC）に自民党政務調査会長として来学し、大阪商工会議所との共同運営の都心型オープンイノベーション拠点「Xport」の視察を行った[8]。